# Pony car
Pony car (українською — поні кар) — в США так називають моделі класу Compact Car зі спортивним або стилізованим під спортивний дизайном, але які, як правило, не мають в базовій комплектації потужних двигунів. На честь феноменальних продажів одного з перших таких автомобілів, Ford Mustang, даний клас і отримав свою назву.

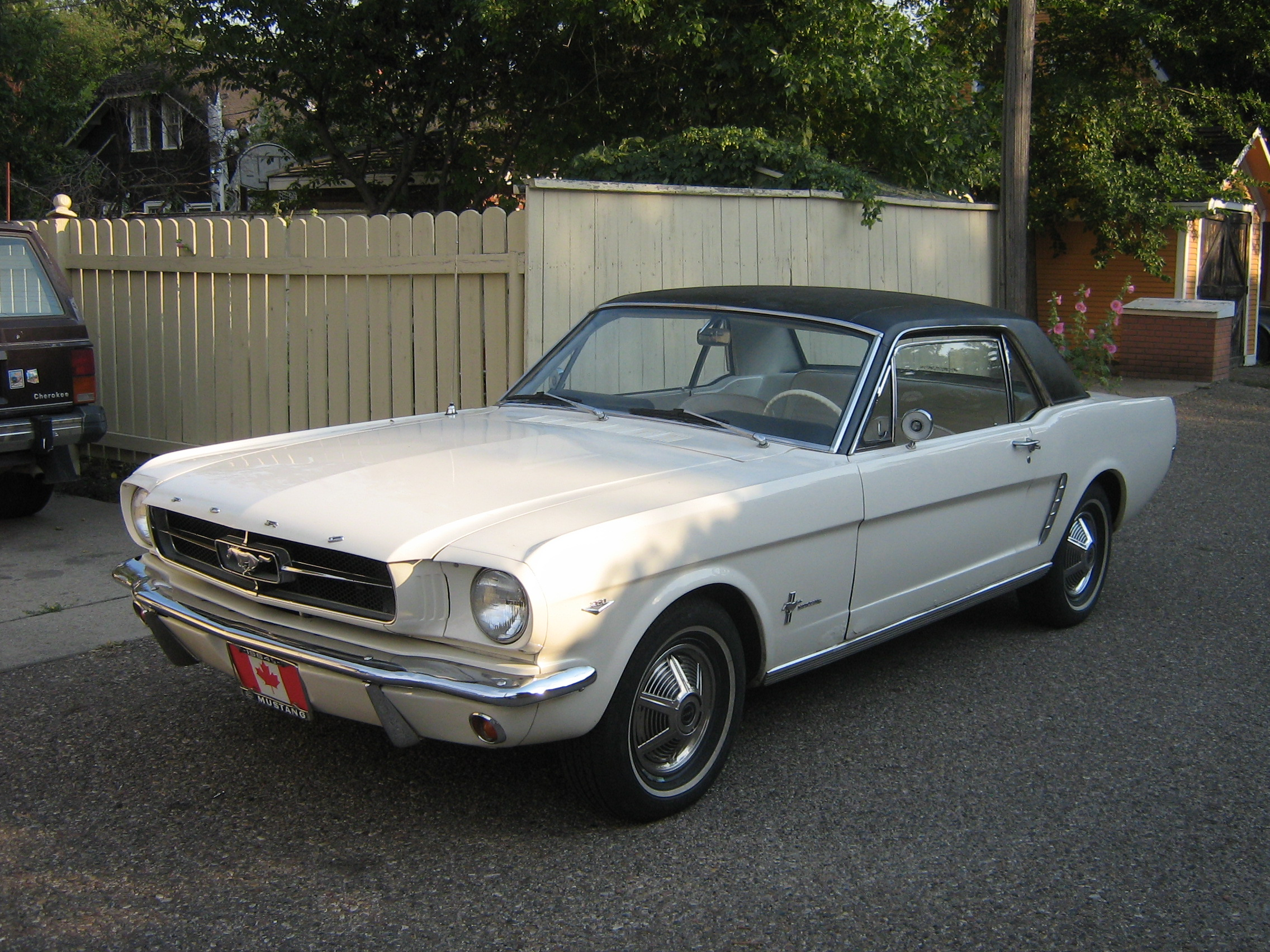
Культовий Ford Mustang 1965 року

## Критерії

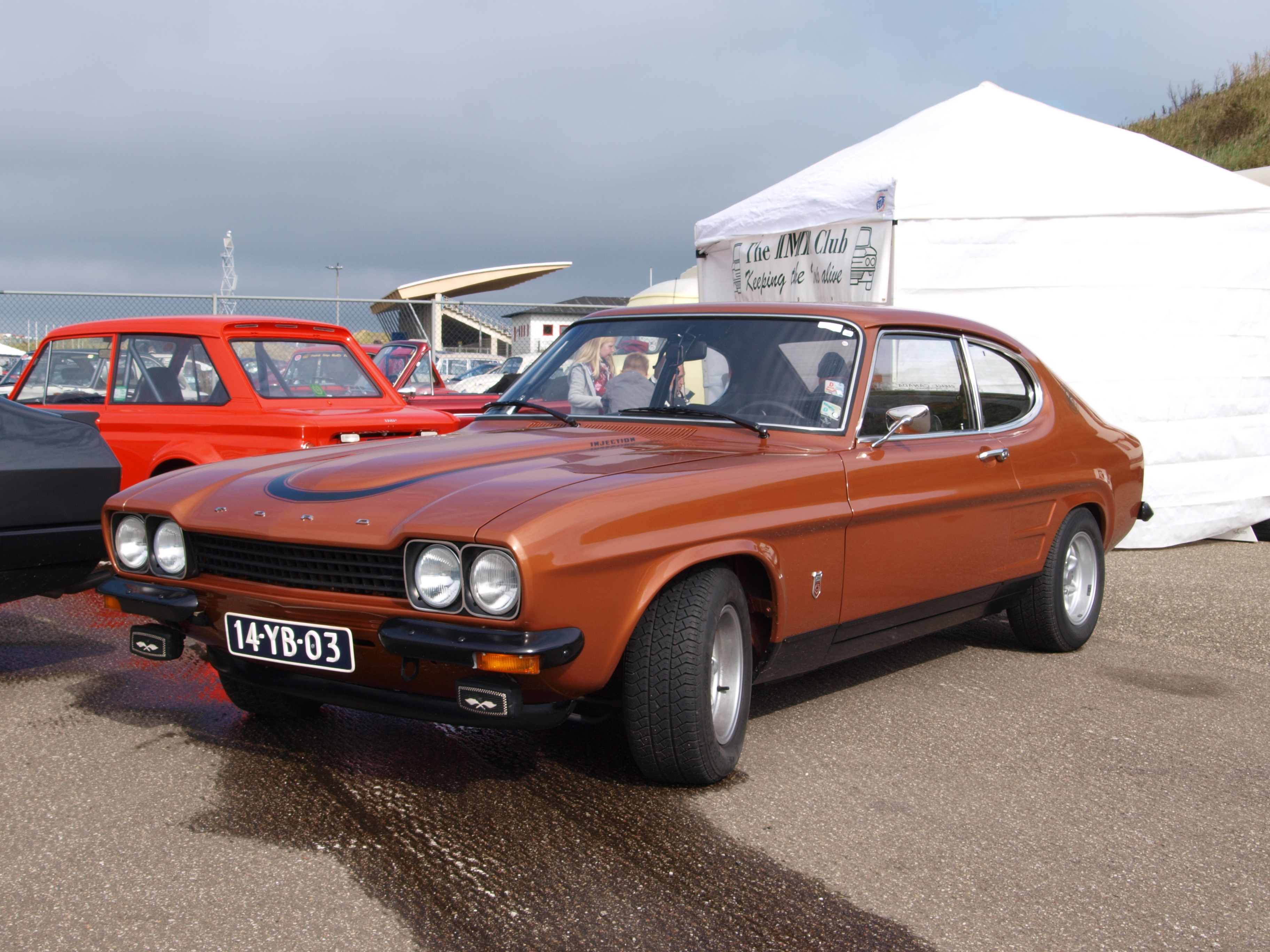
Ford Capri (1969-1974)

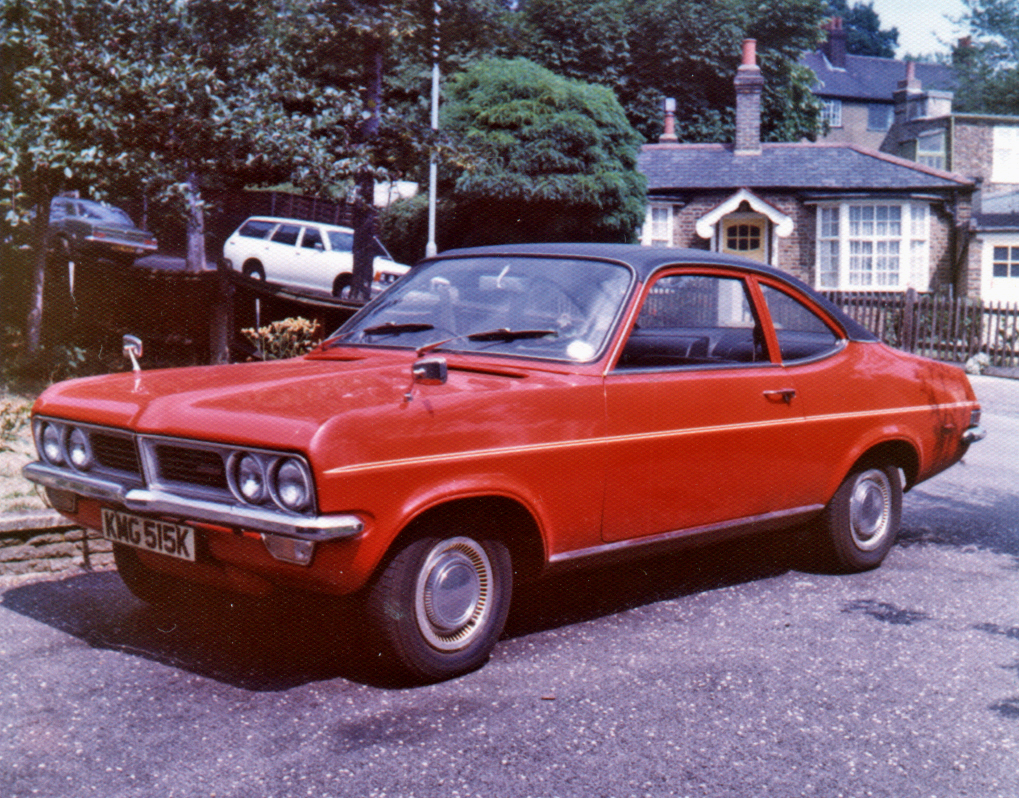
Vauxhall Firenza (1970-1975)

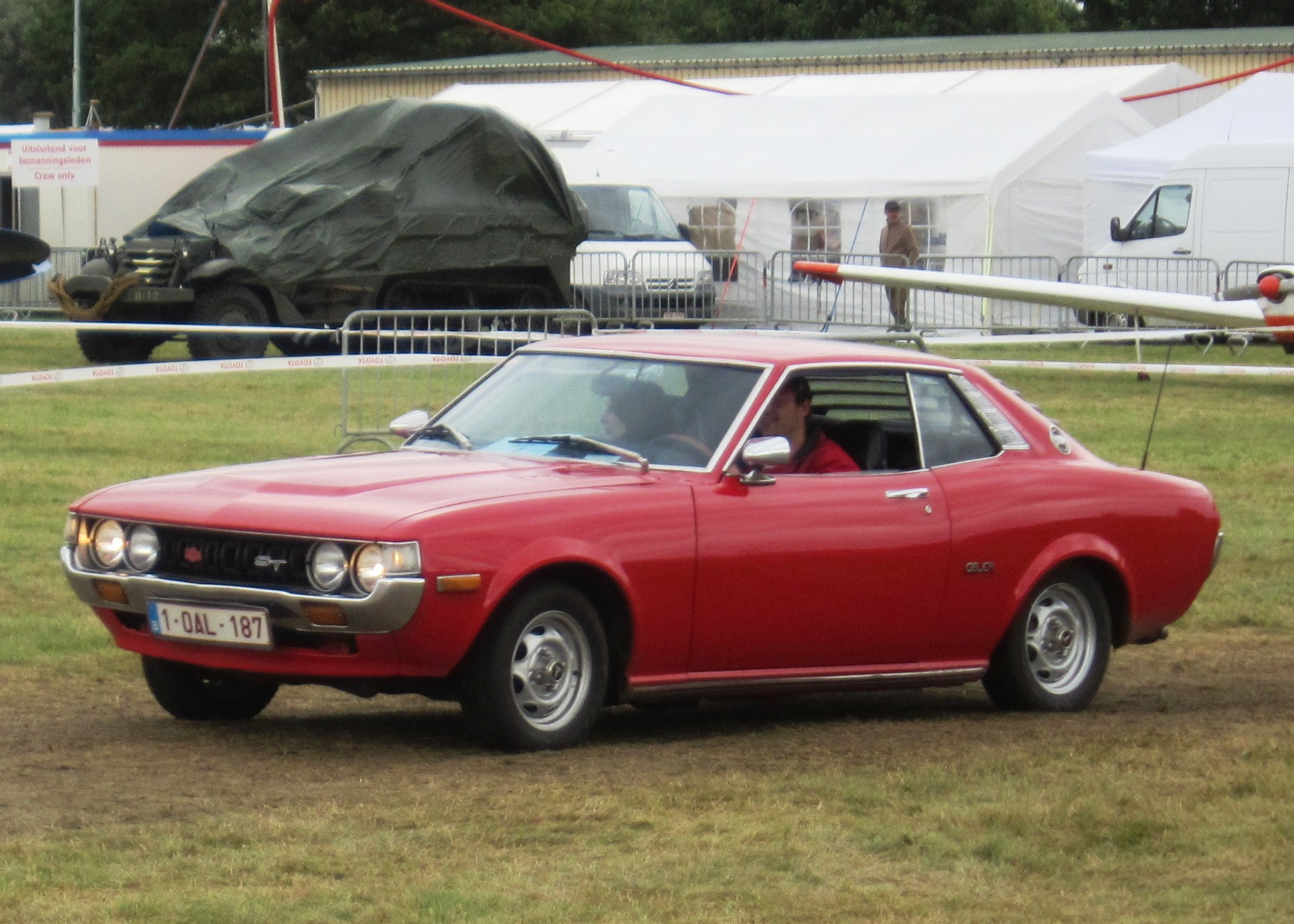
Toyota Celica (1970-1977)

Цей клас включає в себе автомобілі, які відповідають наступним критеріям:
- відносно низька базова ціна;
- привабливий, спортивний вид;
- тип кузова купе або кабріолет;
- довга передня і коротка задня частина кузова;
- задній привід;
- доповнення, запропоновані за додаткову плату, такі як двигун V8, кондиціонер, радіо і т.д.
- маркетингова стратегія орієнтована в основному на молодих водіїв.

Приклади автомобілів в цьому класі:
Американські представники
- Ford Motor Company
  - Ford Mustang (1964-)
  - Mercury Cougar (1967-1970)
  - Mercury Capri (1979-1986)
- General Motors Corporation
  - Chevrolet Camaro (1967-2002, 2010-)
  - Pontiac Firebird (1967-2002)
- American Motors Corporation
  - AMC Javelin (1968-1974)
  - AMC Spirit AMX (1979-1980)
- Chrysler Corporation
  - Plymouth Barracuda (1964-1974)
  - Dodge Challenger (1970-1974)

Європейські представники
- Ford Capri (1969-1974)
- Vauxhall Firenza (1970-1975)

Японські представники
- Toyota Celica (1970-1977)

## Історія

### Оригінальні поні кари
У 1965 році Ford представив перше покоління моделі Mustang.
Навіть незважаючи на те, що ранній конкурент, Plymouth Barracuda, фактично надійшов в продаж на два тижні раніше (1 квітня 1964 року), інші виробники, переважно, відносно повільно реагували.
У 1967 році General Motors запустив в серію Chevrolet Camaro та Pontiac Firebird. В тому ж році Ford відповів моделлю Mercury Cougar, а American Motors  моделлю AMC Javelin.
Врешті, Chrysler у 1970 році запустив в серію Dodge Challenger, який був по суті збільшеною версією Plymouth Barracuda.
У Європі, Ford почав виробництво Ford Capri, в той час як GM of Europe представив Vauxhall Firenza. У квітні 1970 року Ford почав продавати Capri як Mercury Capri в Північній Америці, а також в Південній Африці та Австралії.
Нафтова криза 1973 року спричинила до втрати популярності громіздких поні карів.

### Пізніші розробки

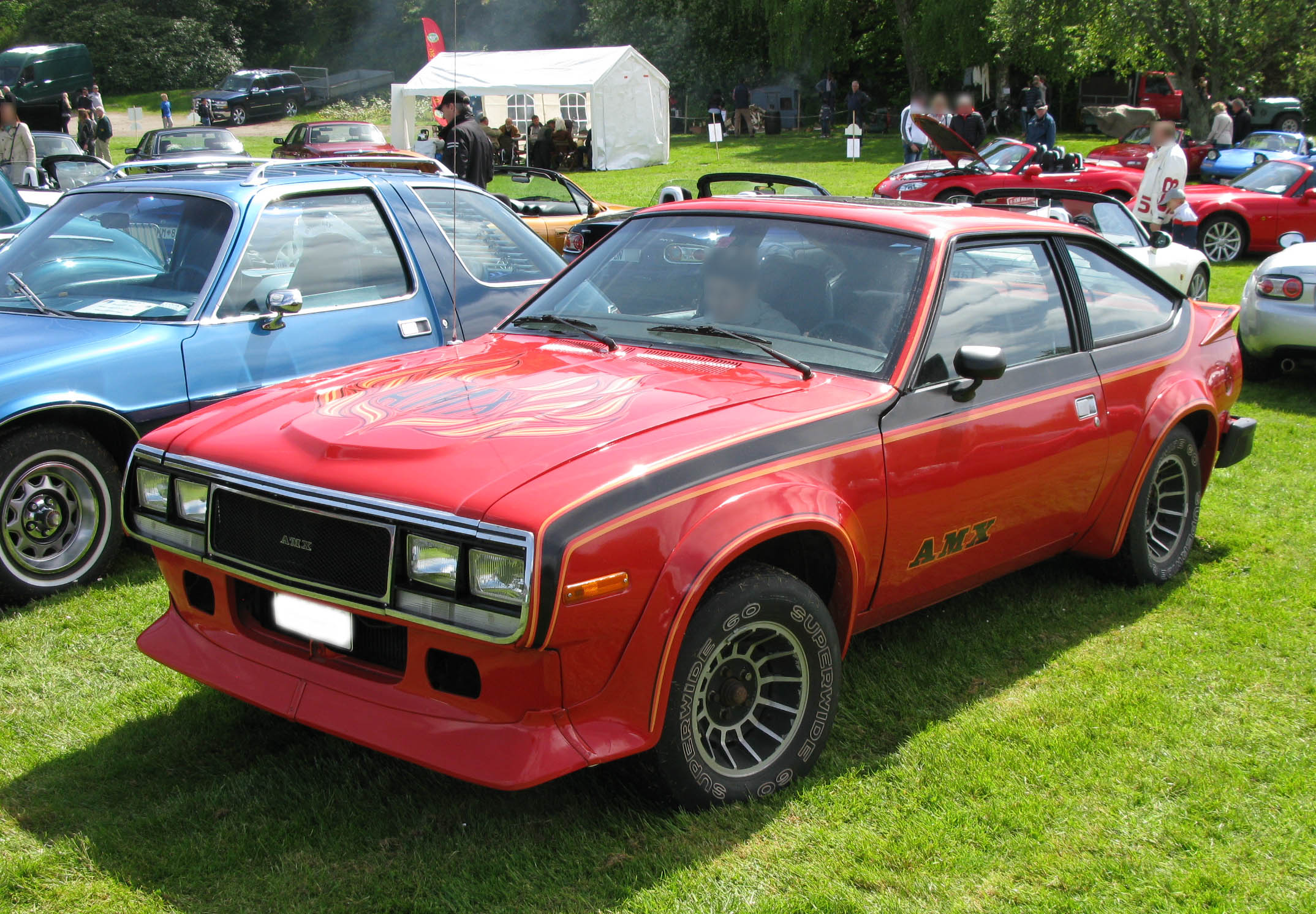
Компактний AMC Spirit AMX 1979 року

Mustang був перероблений з новим спортивним виглядом в 1979 році, що спонукало Mercury повторно увійти на ринок поні карів з близнюком Mercury Capri на основі нового Mustang. Chrysler, який страждав від фінансових проблем, не відроджував поні кари, хоча він дійсно запропонував інші моделі з приводом на передні колеса і з подібним духом. American Motors повернув свою модель AMX, названу AMX Spirit, подібний автомобіль до хетчбека Mustang тієї епохи.
До середини 1980-х років, поні кари, що залишилися в живих (Mustang, Camaro і Firebird) користувались періодом відновлення популярності, як все більш і більш потужні.
Проте, зниження продажів і зростаюча популярність задньопривідних легких вантажівок і позашляховиків в кінцевому підсумку призвело до загибелі Camaro і Firebird після 2002 модельного року.

### Відродження
У 2005 році Ford представив п'яте покоління моделі Mustang, яка базувалвсь на платформі Ford D2C. Успіх цієї моделі змусив в 2008 році Dodge знову вивести на ринок модель Challenger, схожим способом поступив і Chevrolet випустивши в 2010 році п'яте покоління моделі Camaro.

## Галерея за роками

### 1960-ті

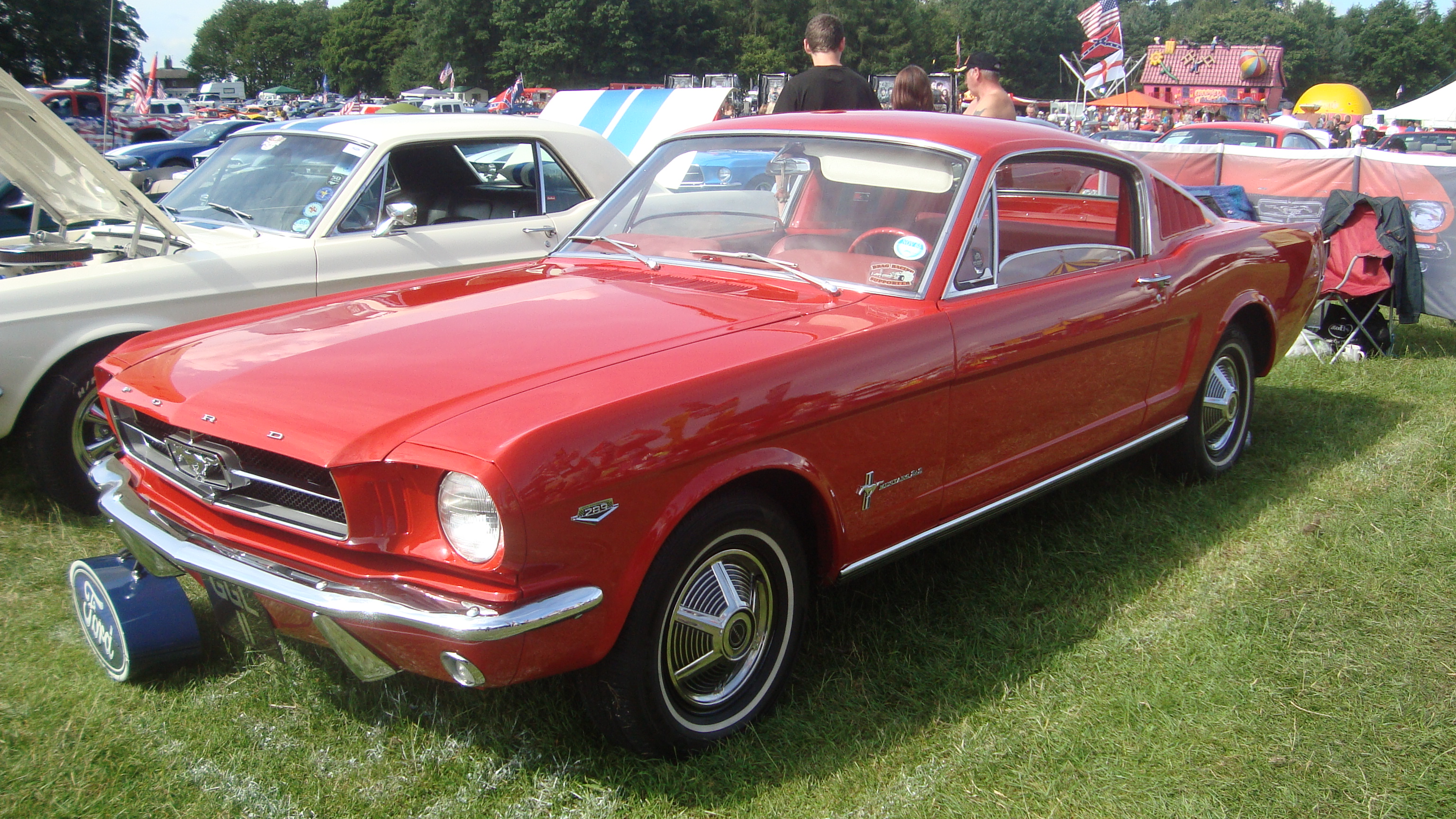
1-ше покоління Ford Mustang (1964–1973)
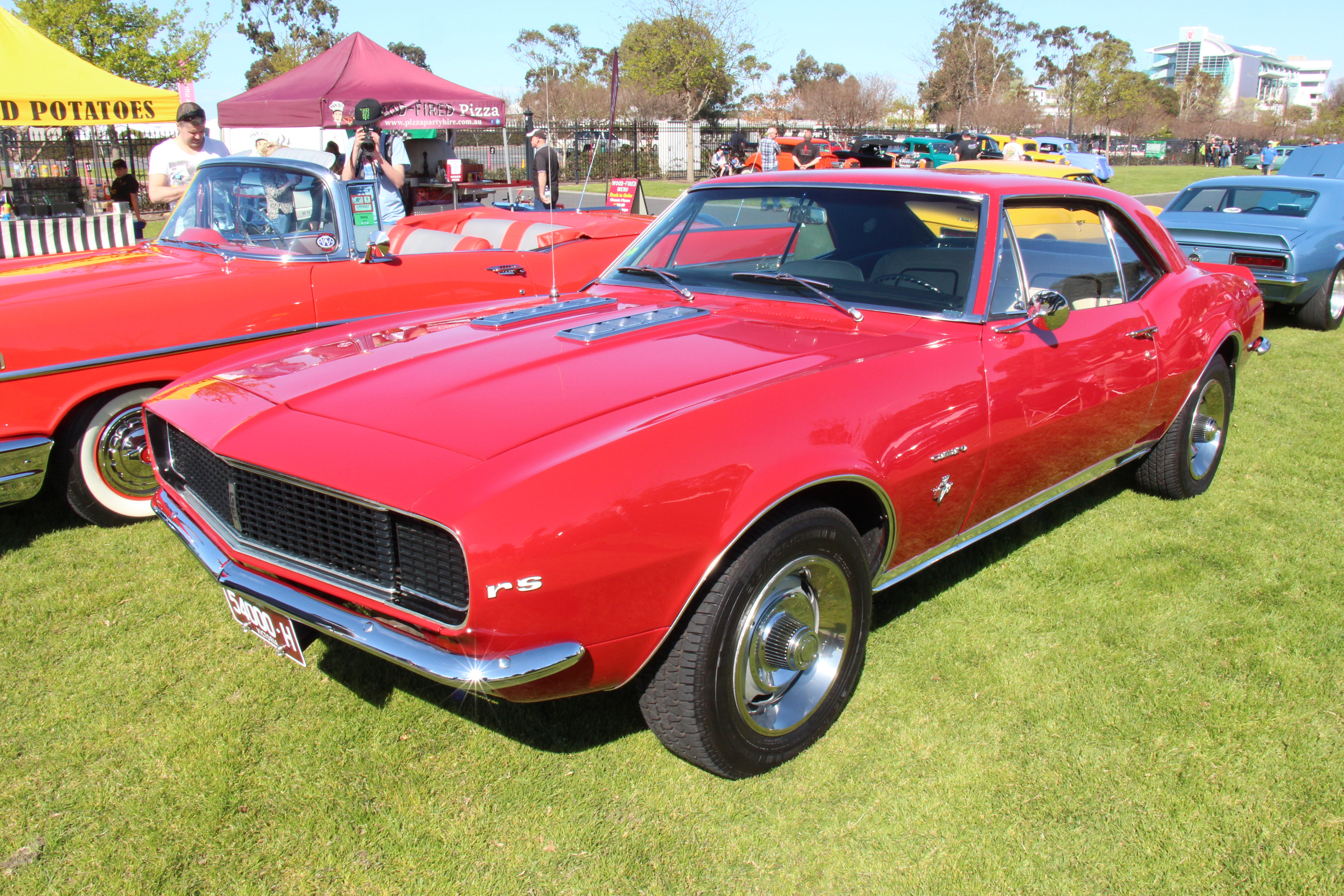
1-ше покоління Chevrolet Camaro (1967–1969)
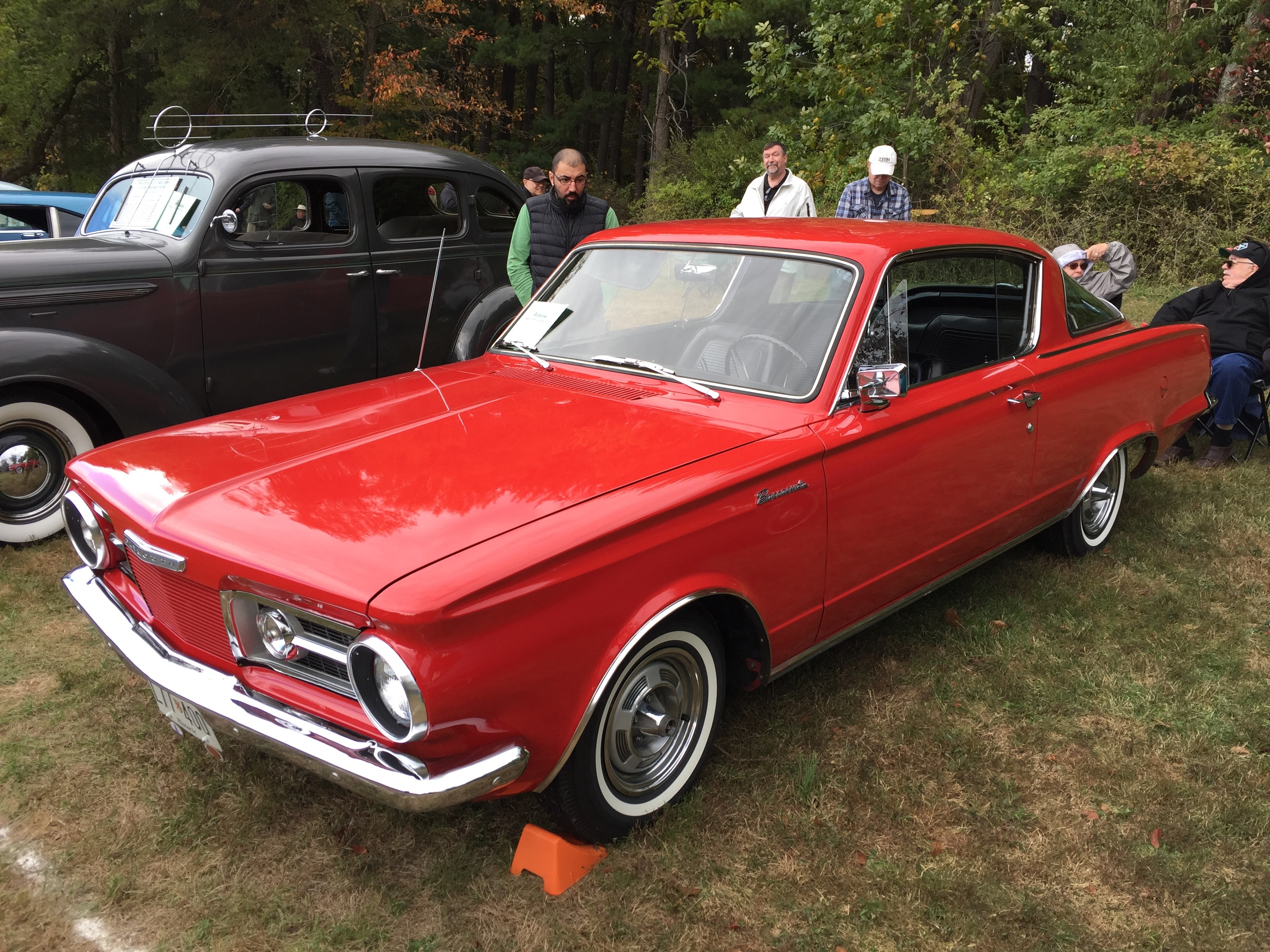
1-ше покоління Plymouth Barracuda (1964–1966)
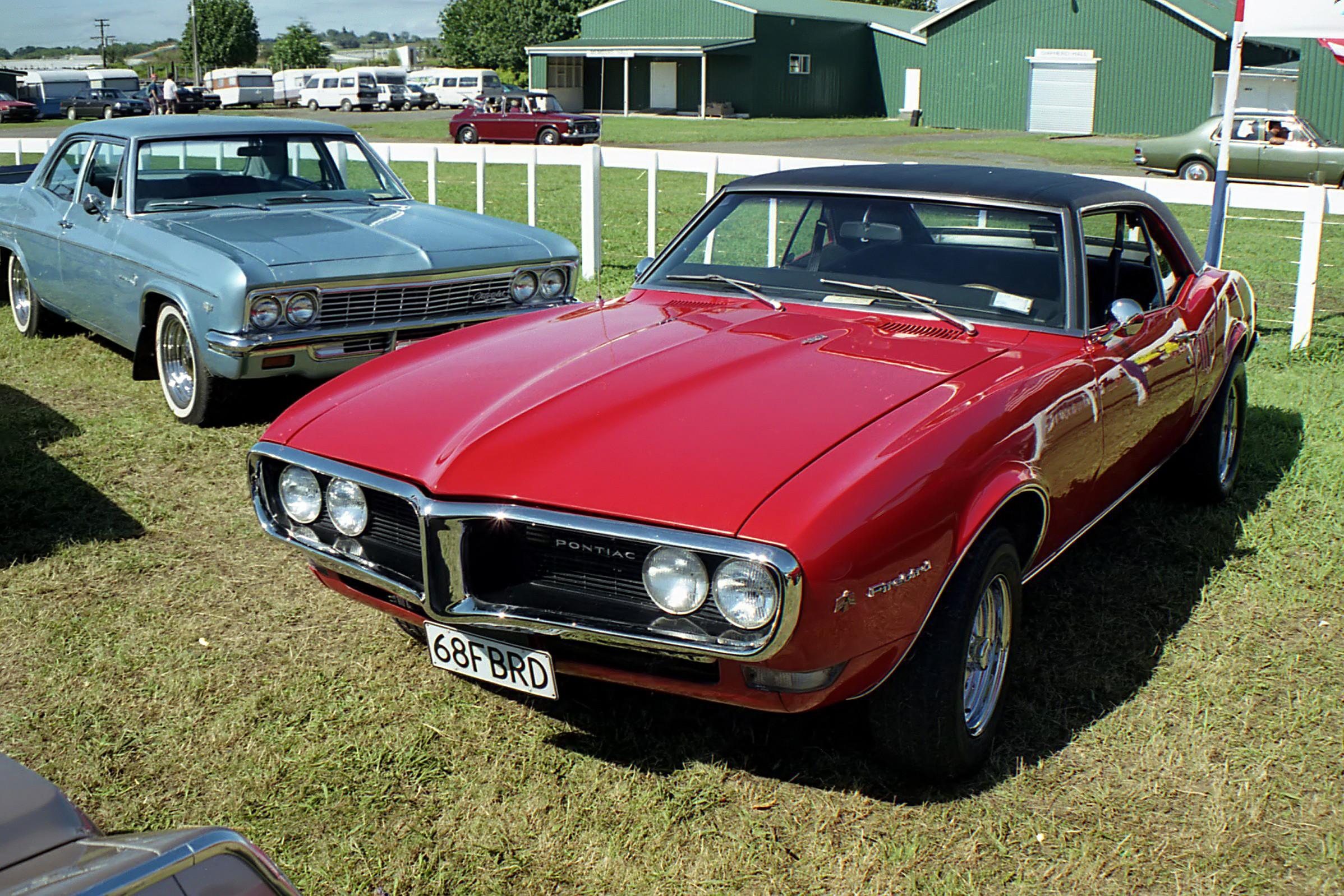
1-ше покоління Pontiac Firebird (1967–1969)
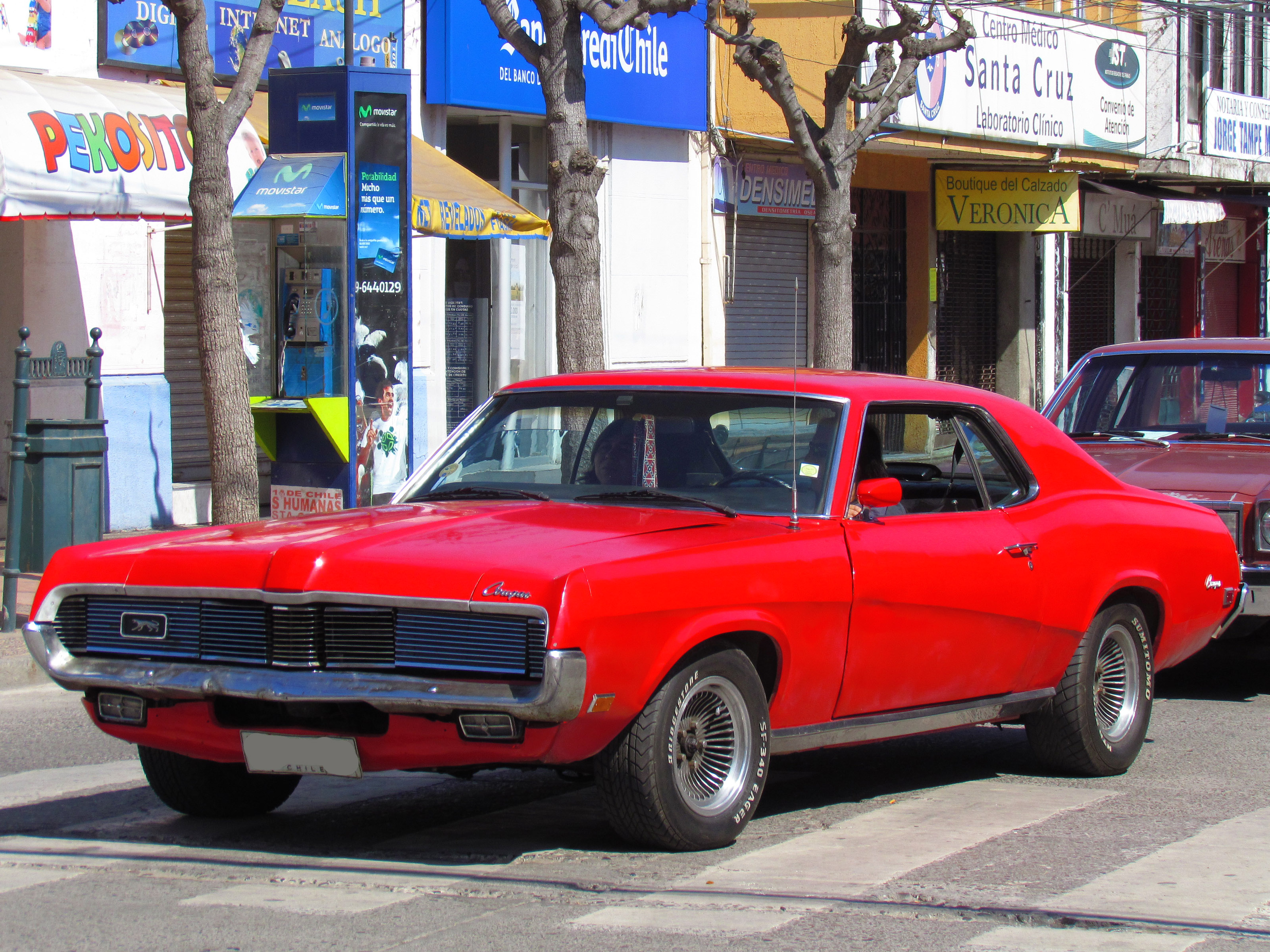
1-ше покоління Mercury Cougar (1967–1970)
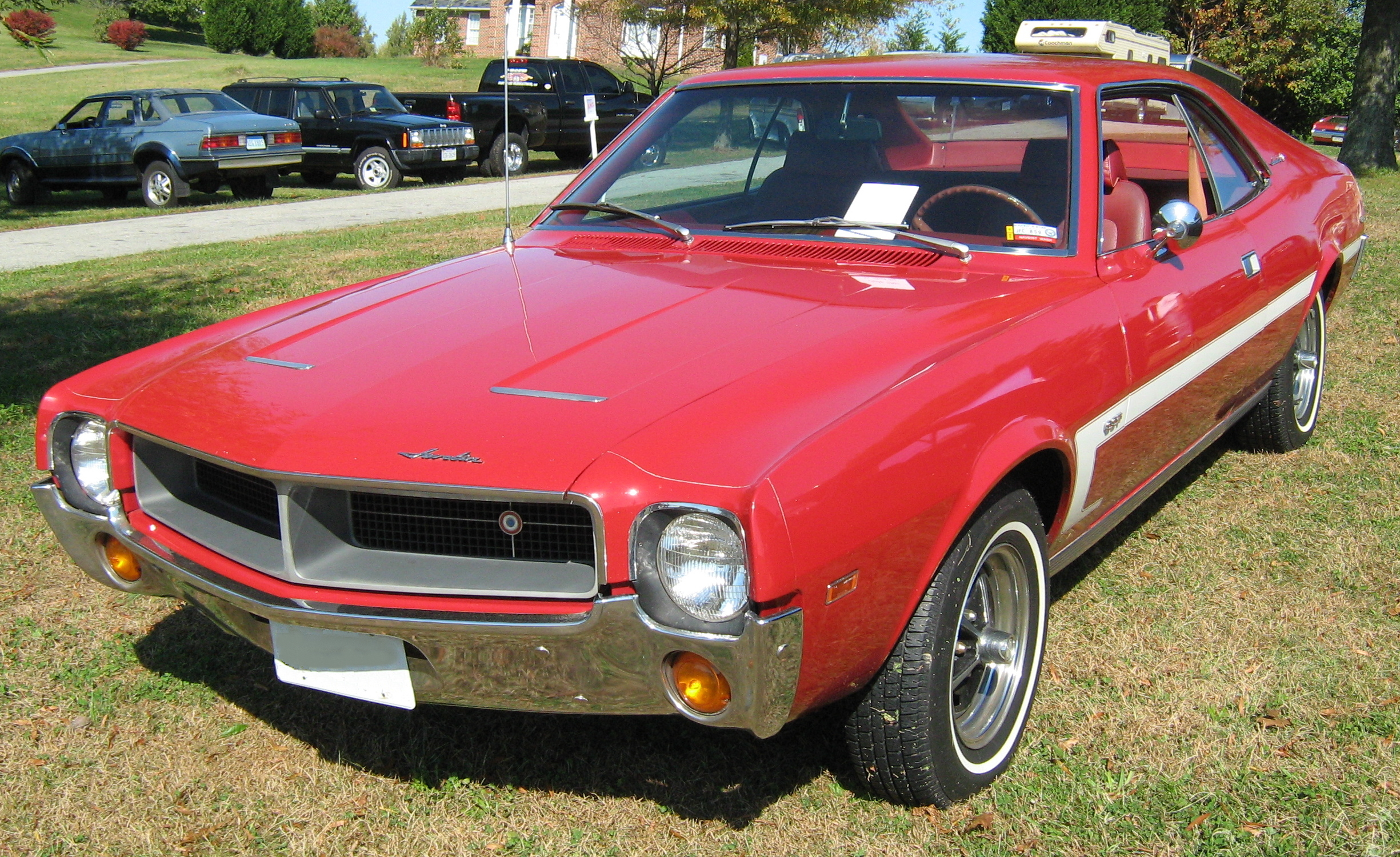
1-ше покоління AMC Javelin (1967–1970)

### 1970-ті

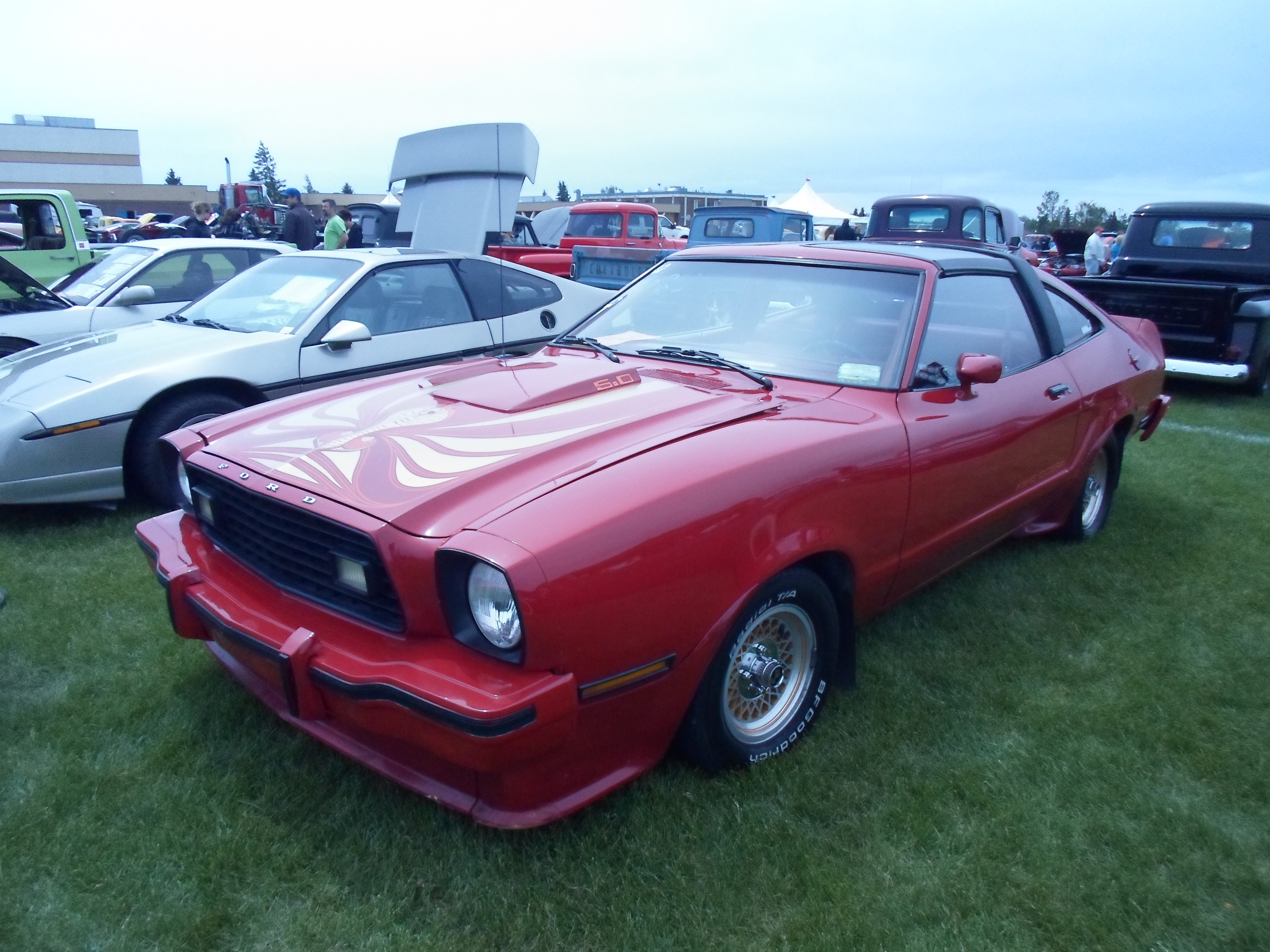
2-ге покоління Ford Mustang (1973–1978)
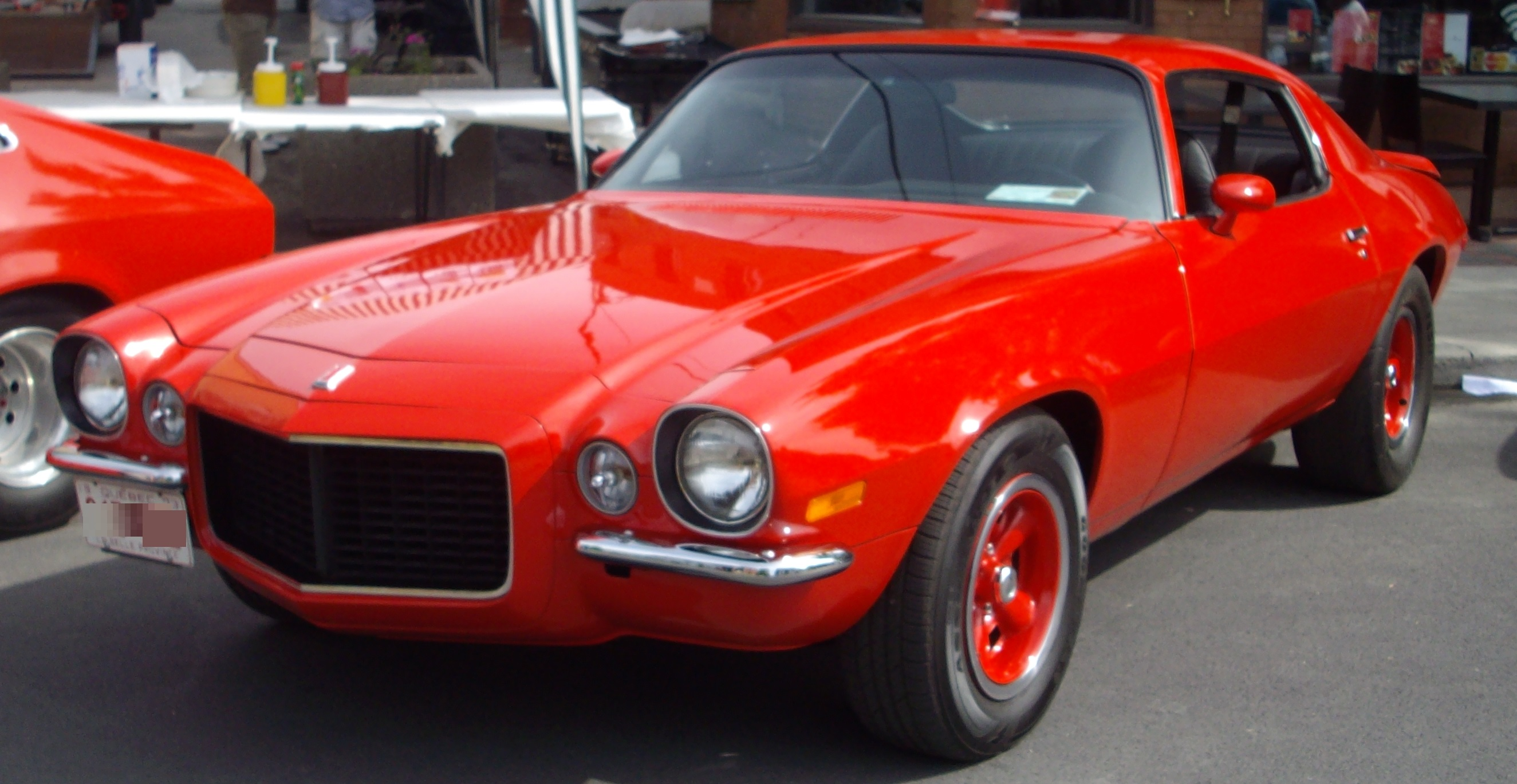
2-ге покоління Chevrolet Camaro (1970–1981)
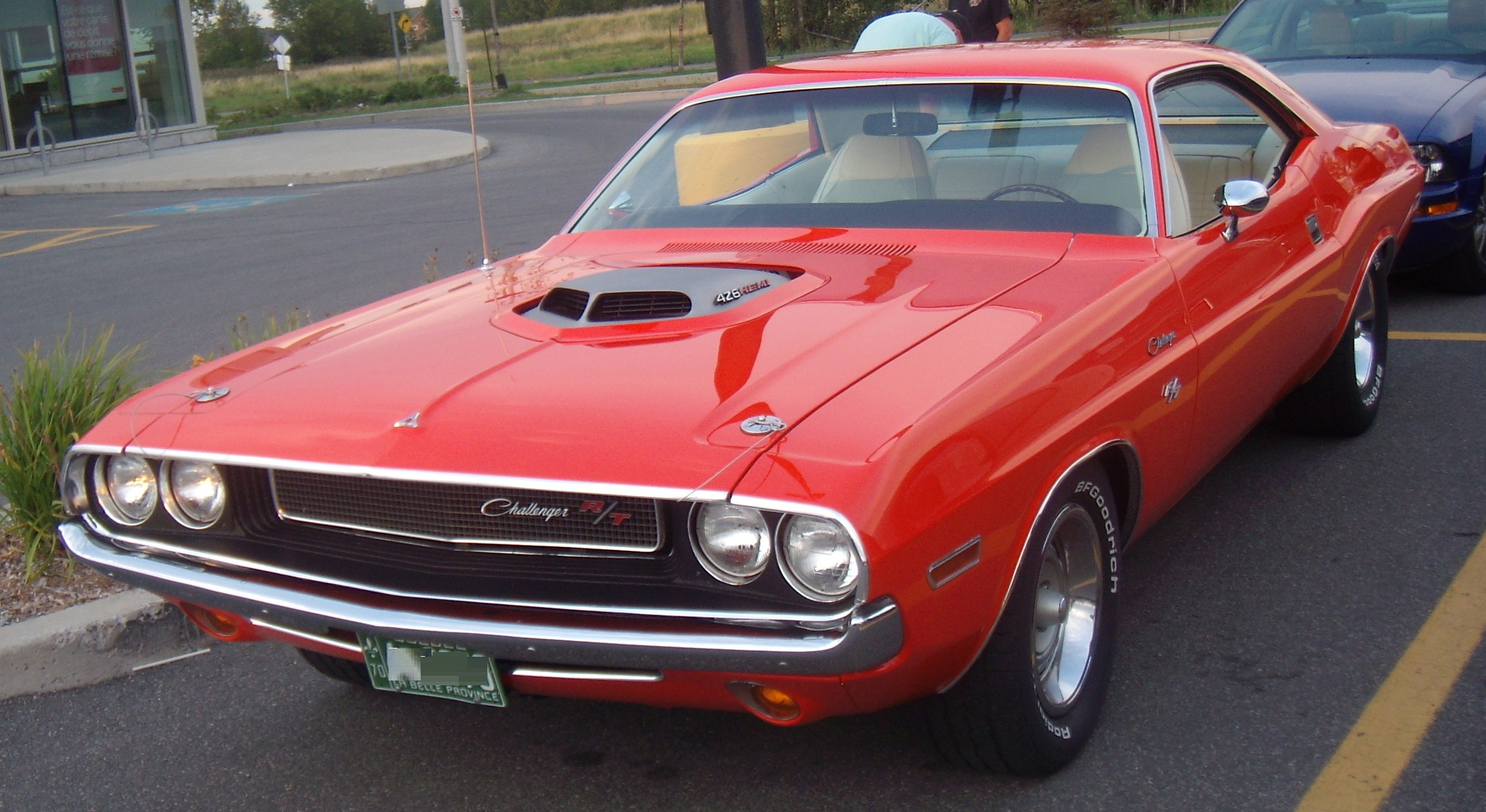
1-ше покоління Dodge Challenger (1970–1974)
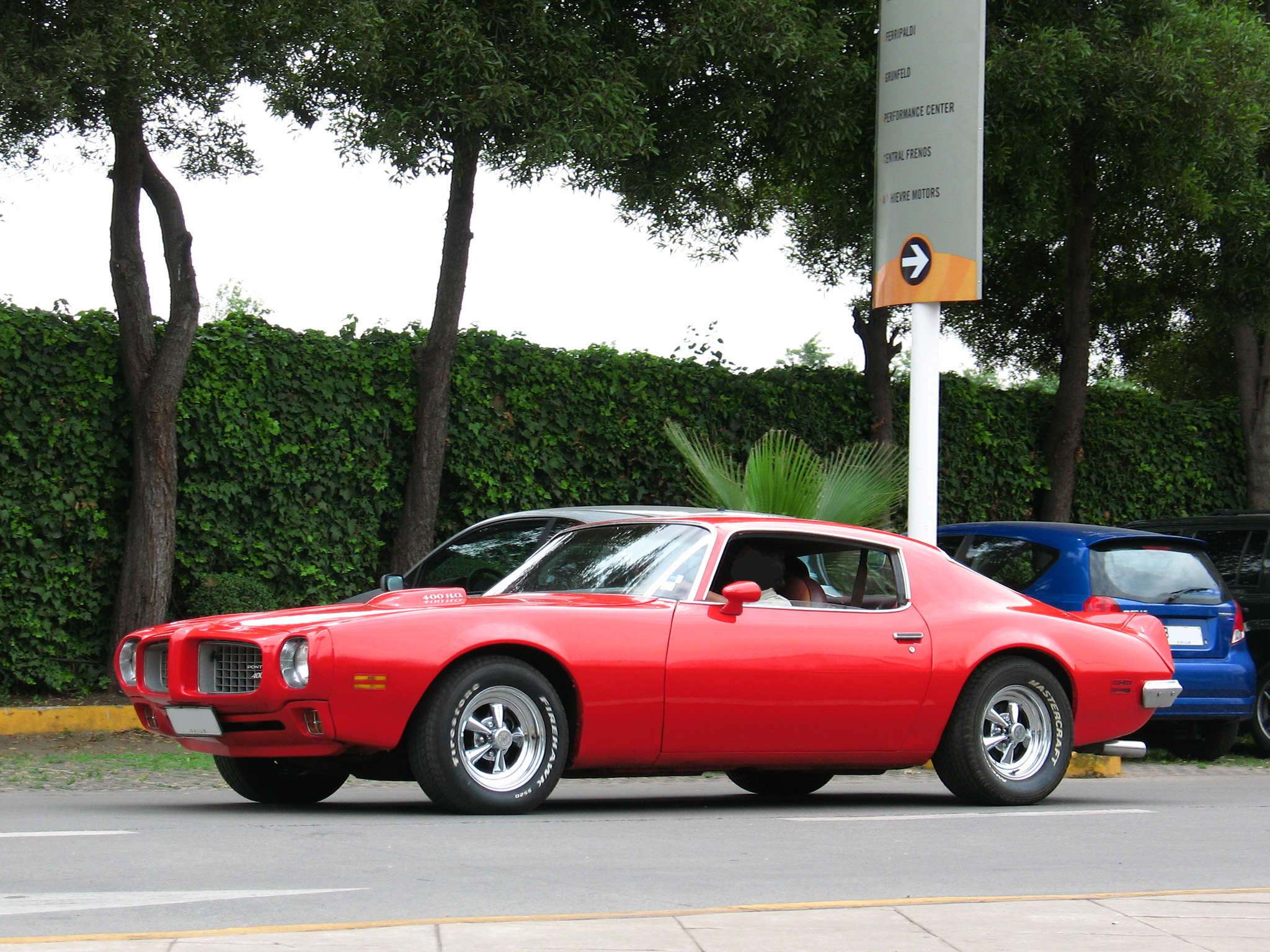
2-ге покоління Pontiac Firebird (1970–1981)
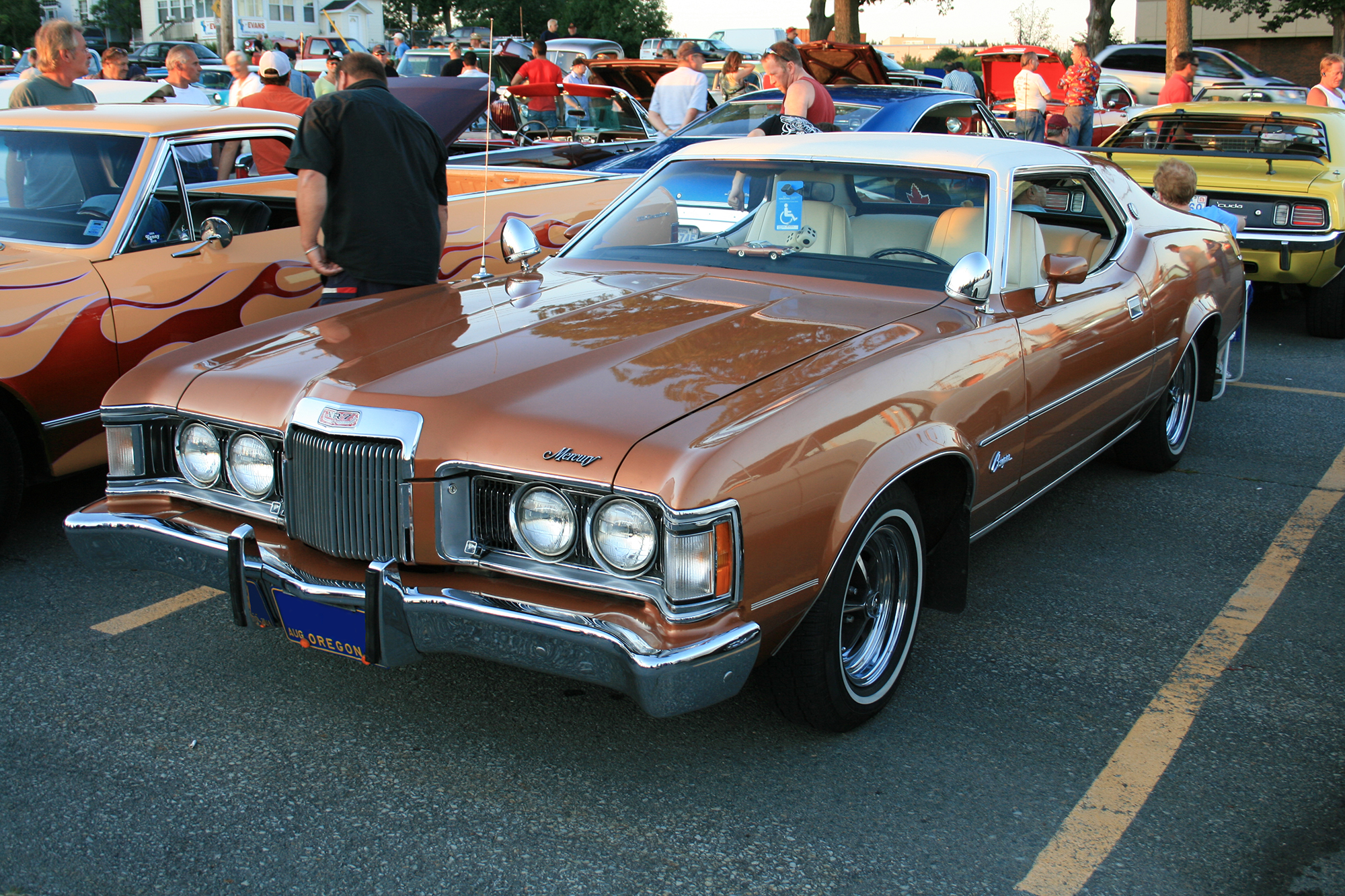
2-ге покоління Mercury Cougar (1971–1973)
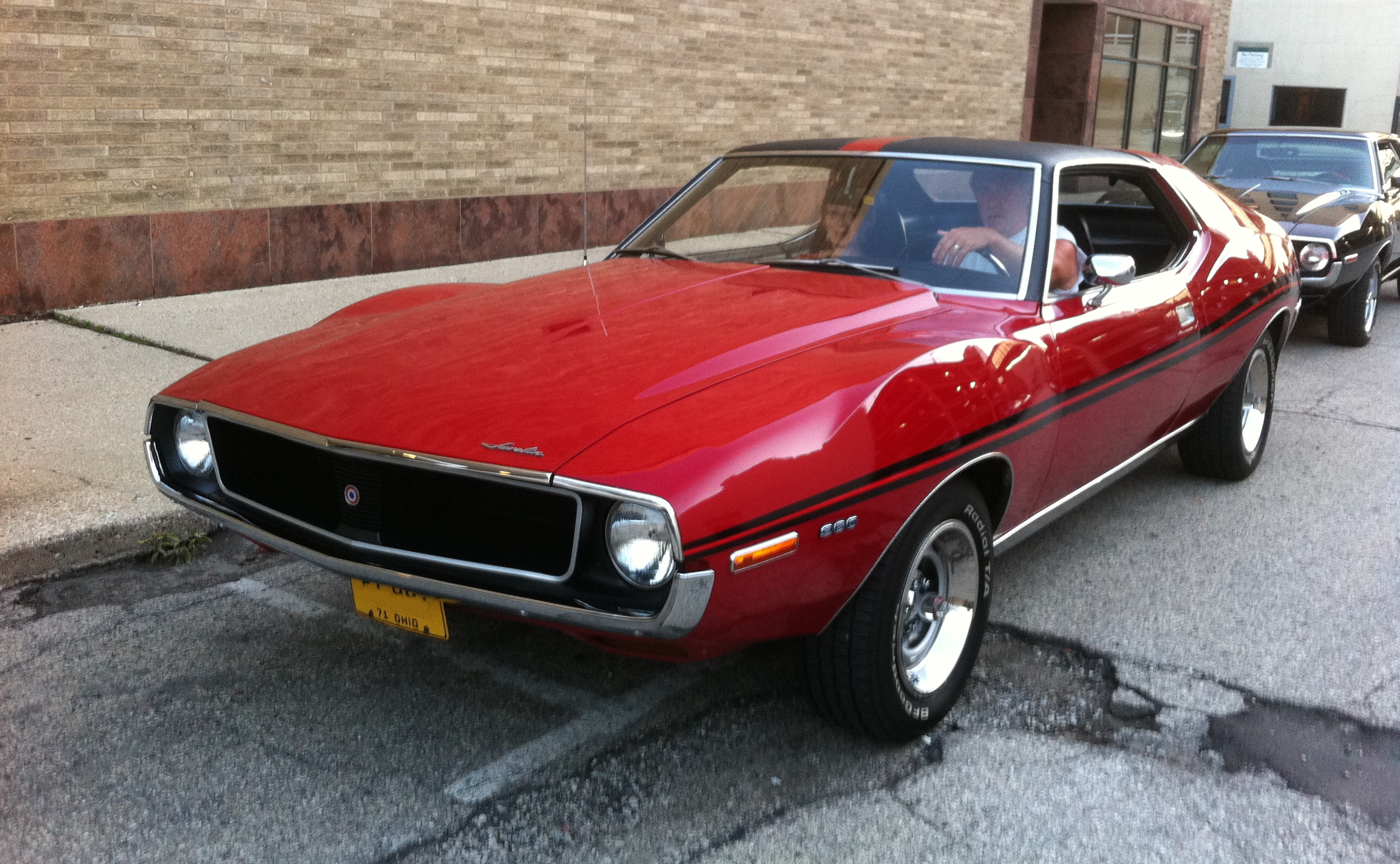
2-ге покоління AMC Javelin (1970–1974)

### 1980-ті

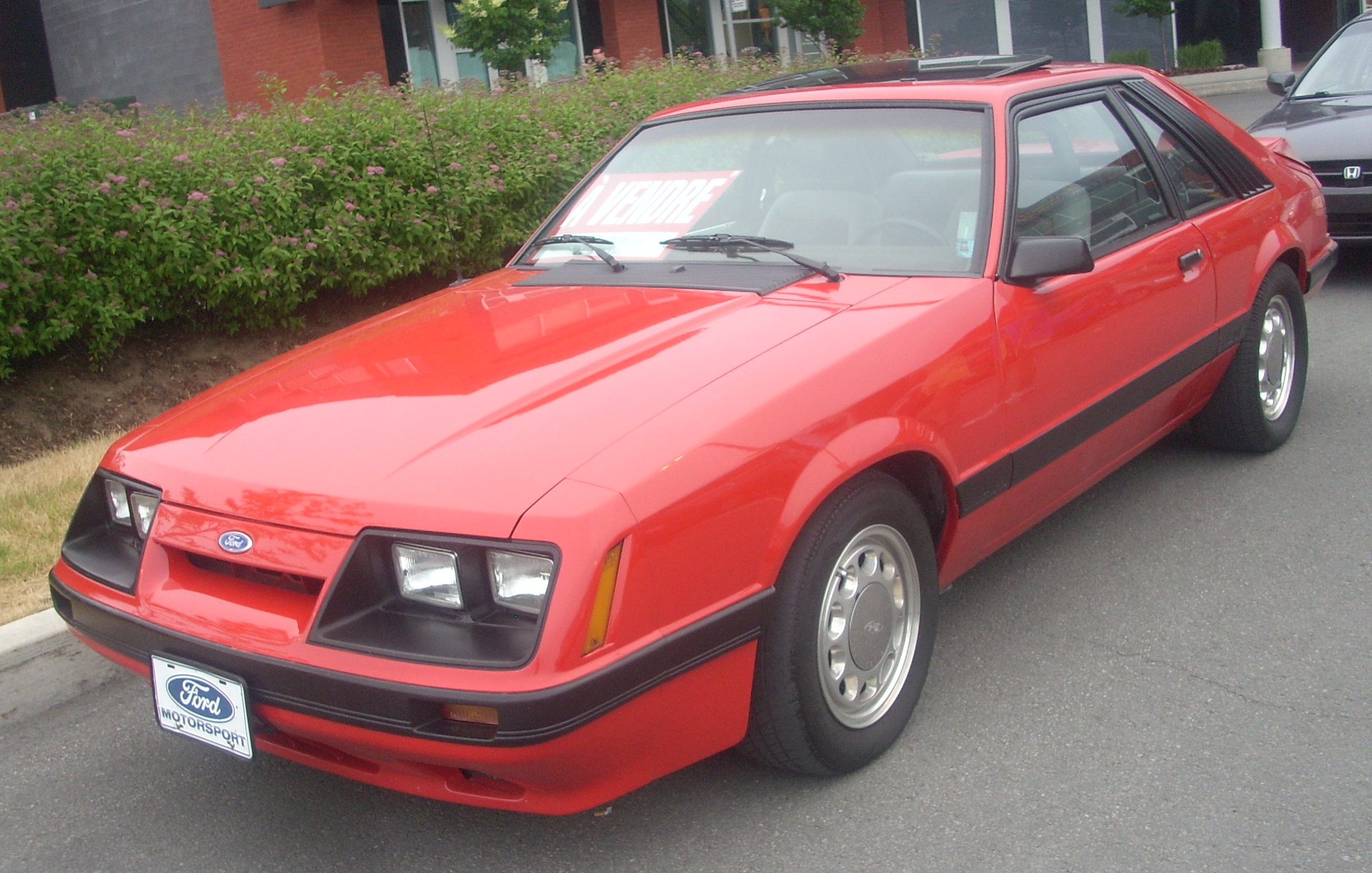
3-тє покоління Ford Mustang (1978–1993)
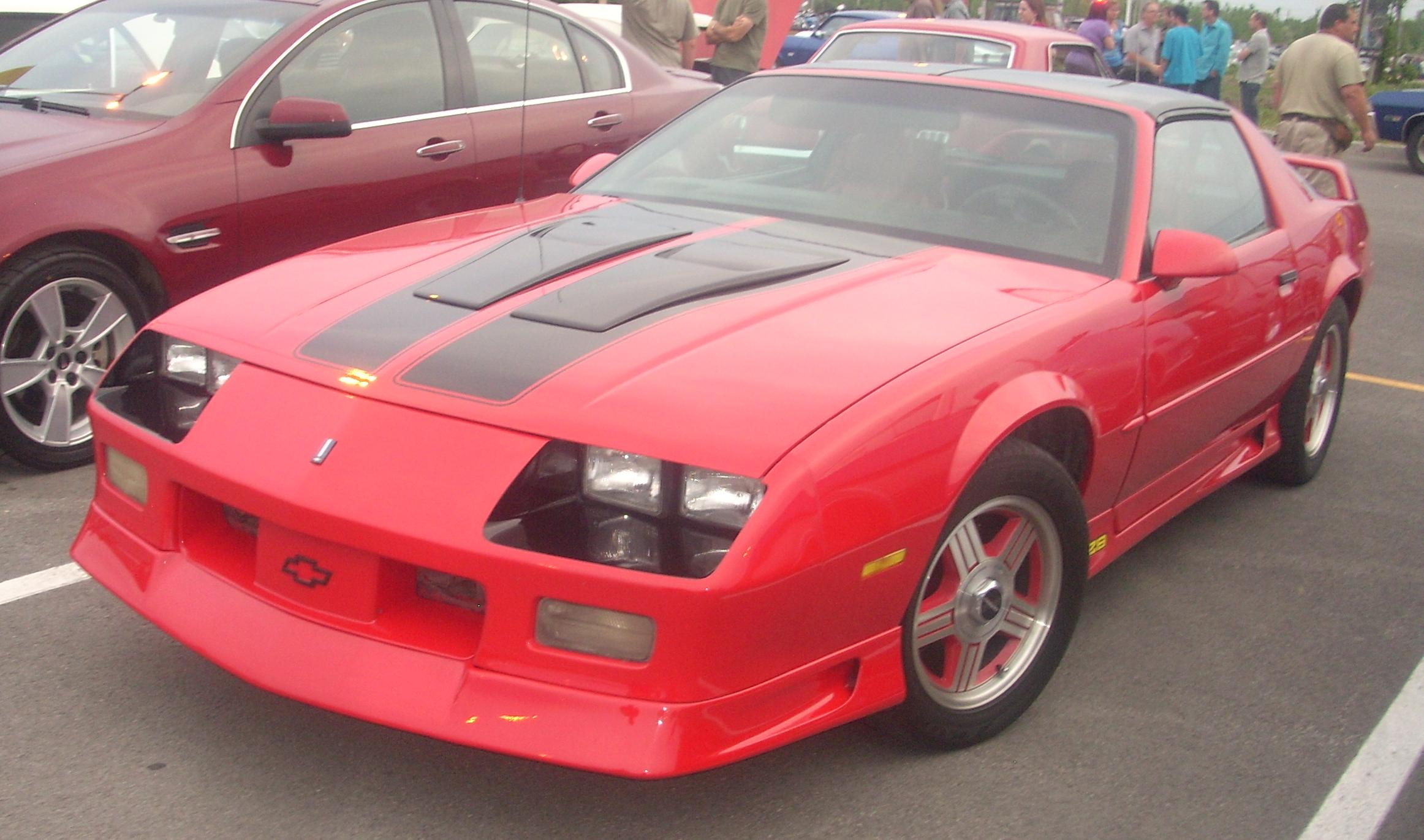
3-тє покоління Chevrolet Camaro (1982–1992)
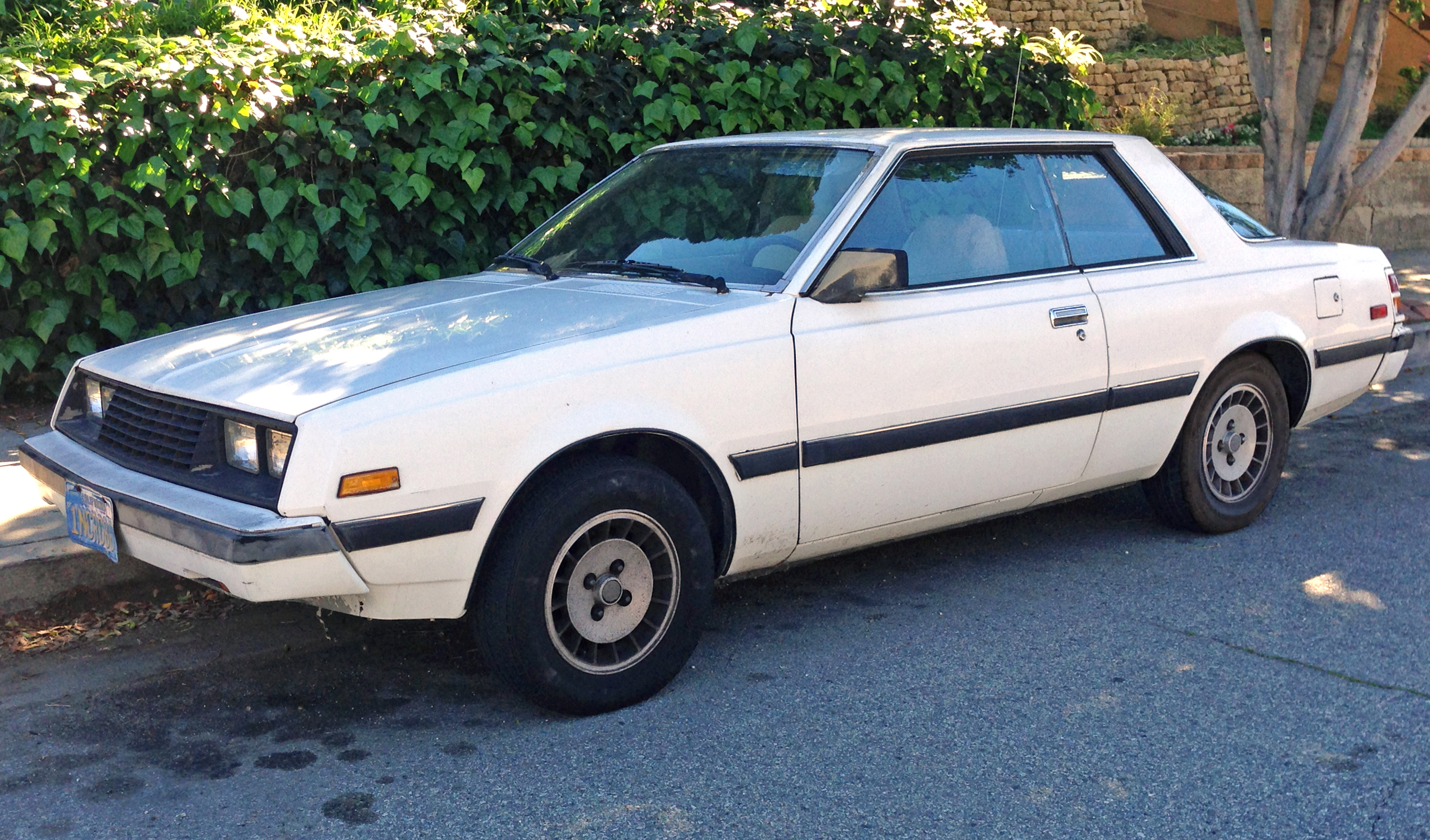
2-ге покоління Dodge Challenger (1978–1983)
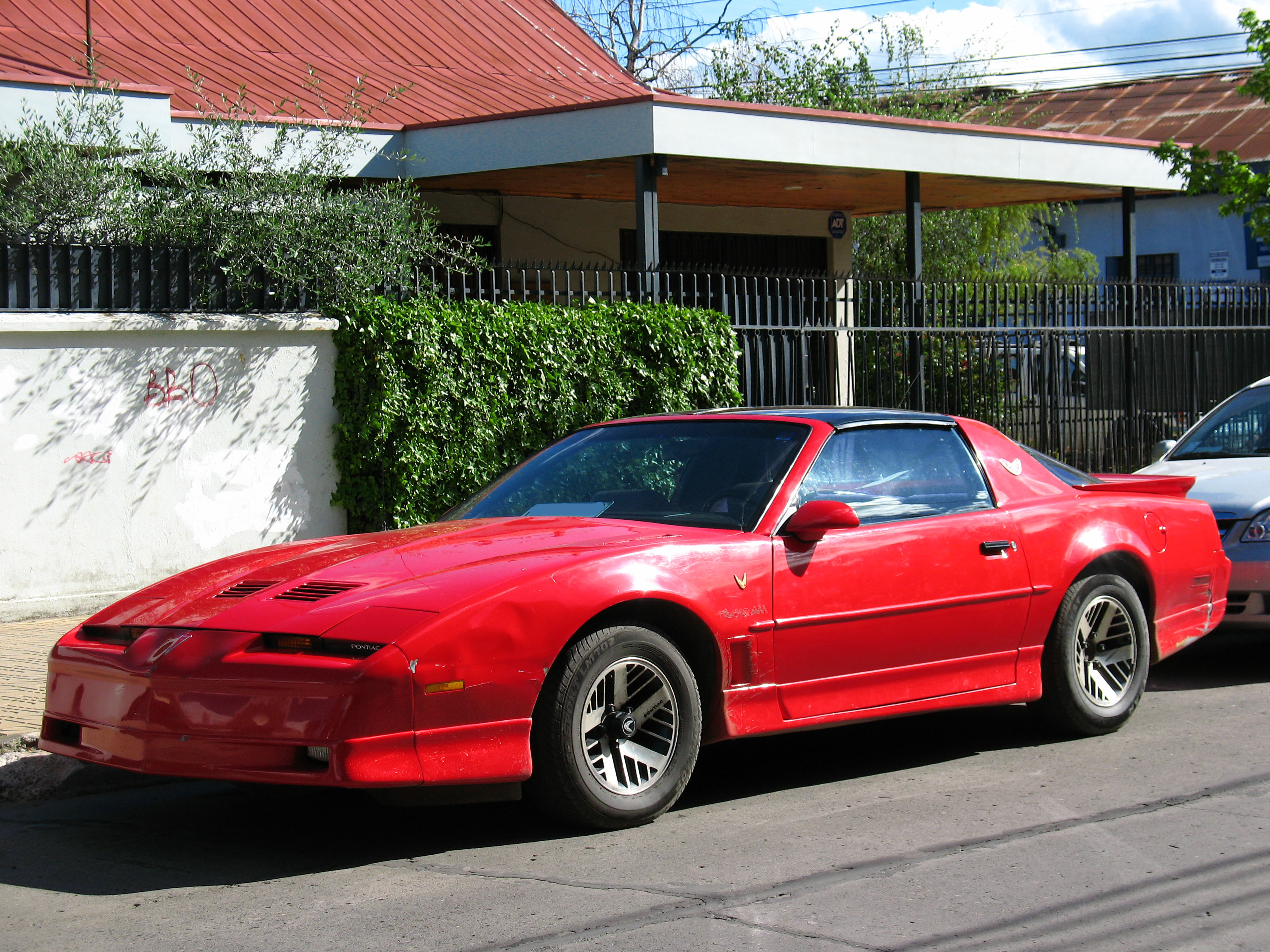
3-тє покоління Pontiac Firebird (1982–1992)
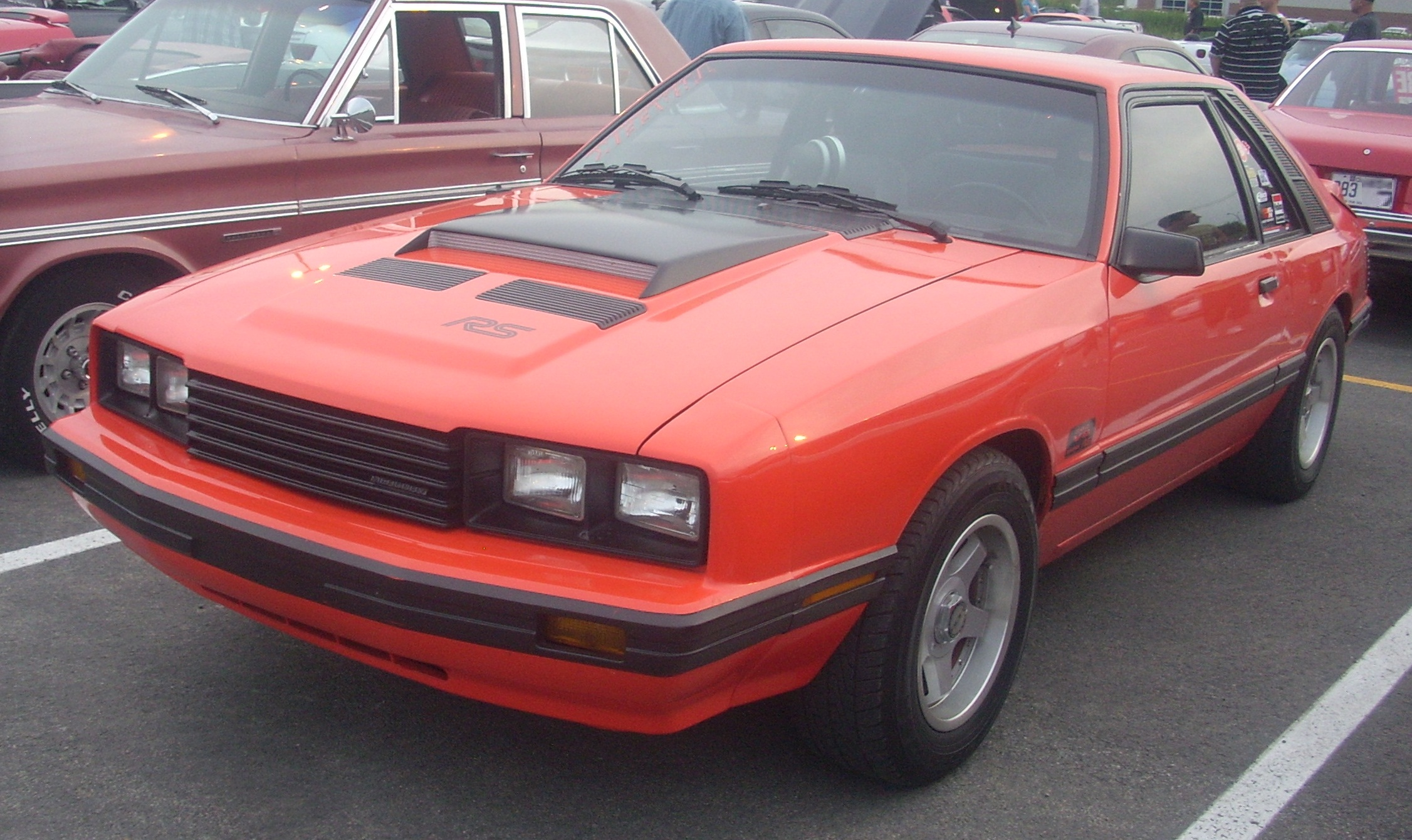
2-ге покоління Mercury Capri (1979-1986)
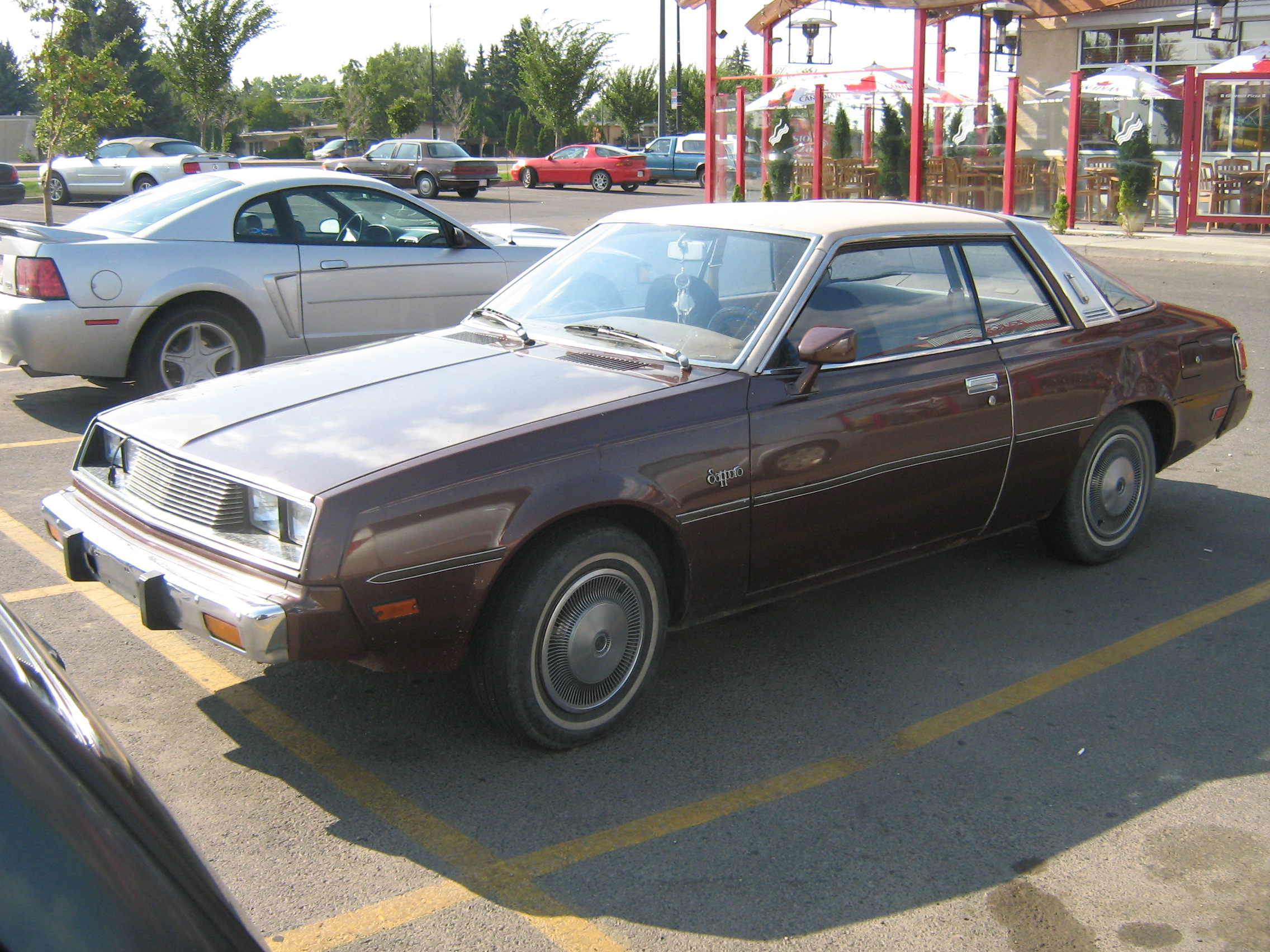
1-ше покоління Plymouth Sapporo (1975–1984)

### 1990-ті

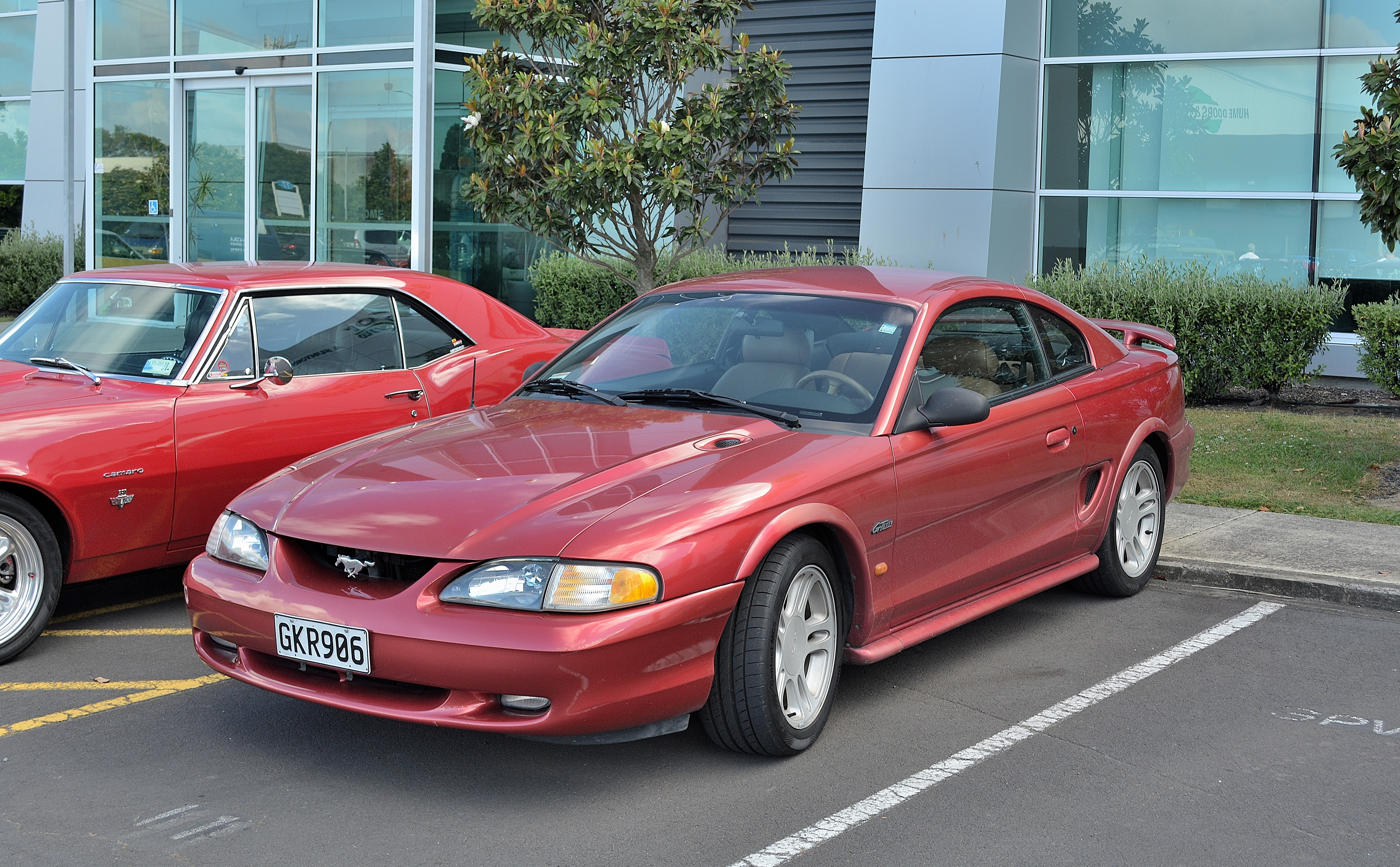
4-те покоління Ford Mustang (1994–2004)
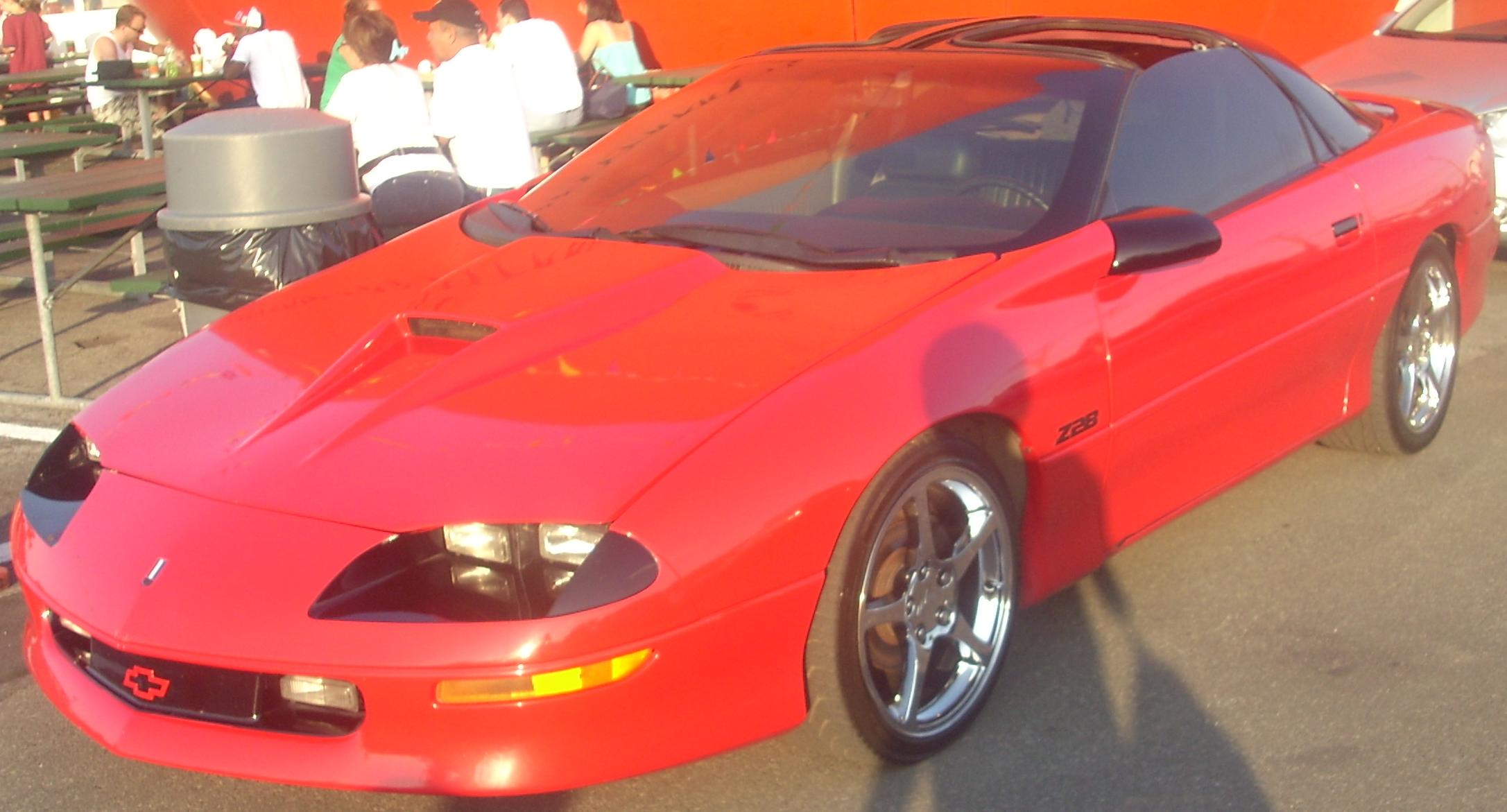
4-те покоління Chevrolet Camaro (1993–2002)
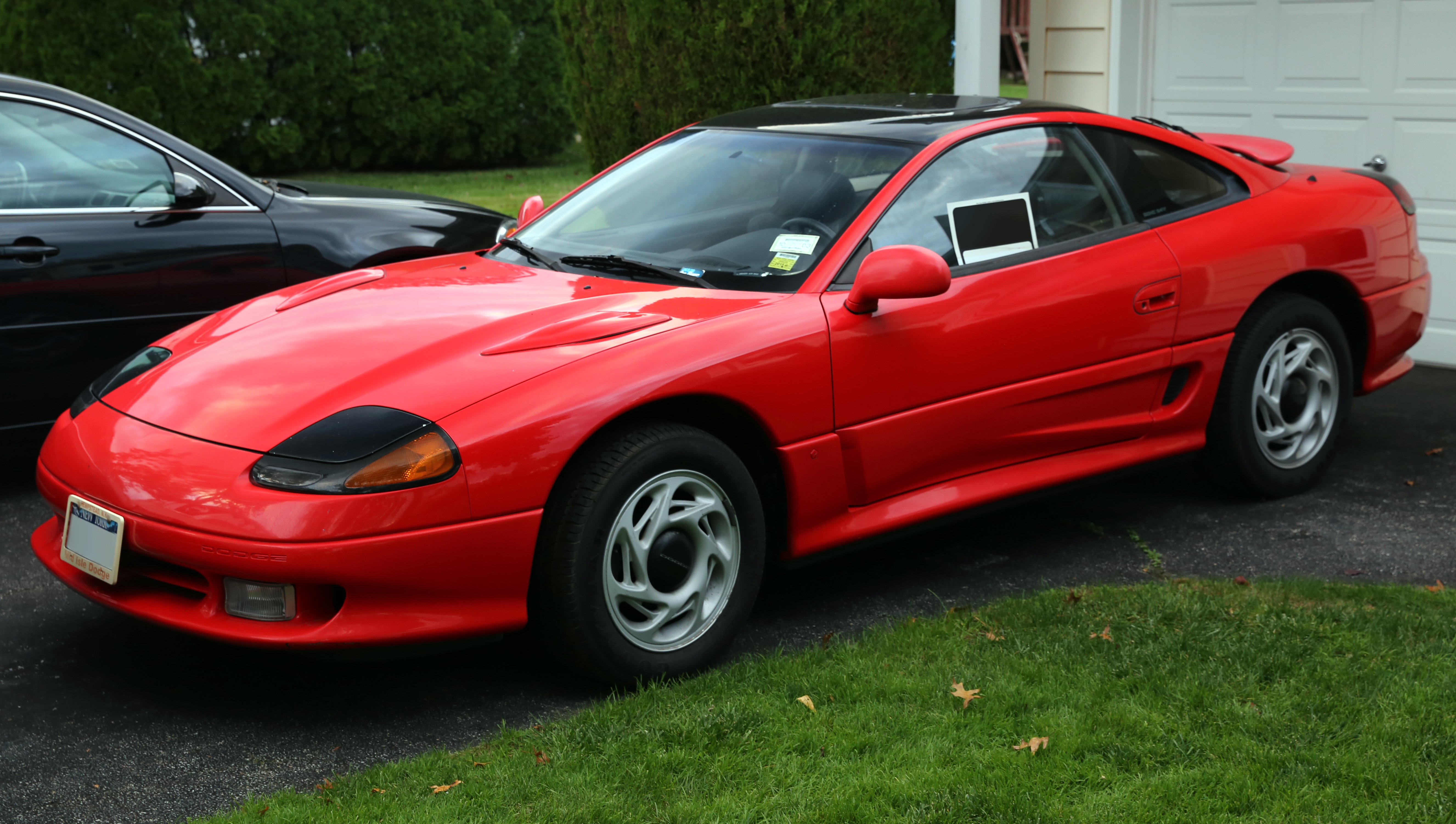
1-ше покоління Dodge Stealth (1991–1996)
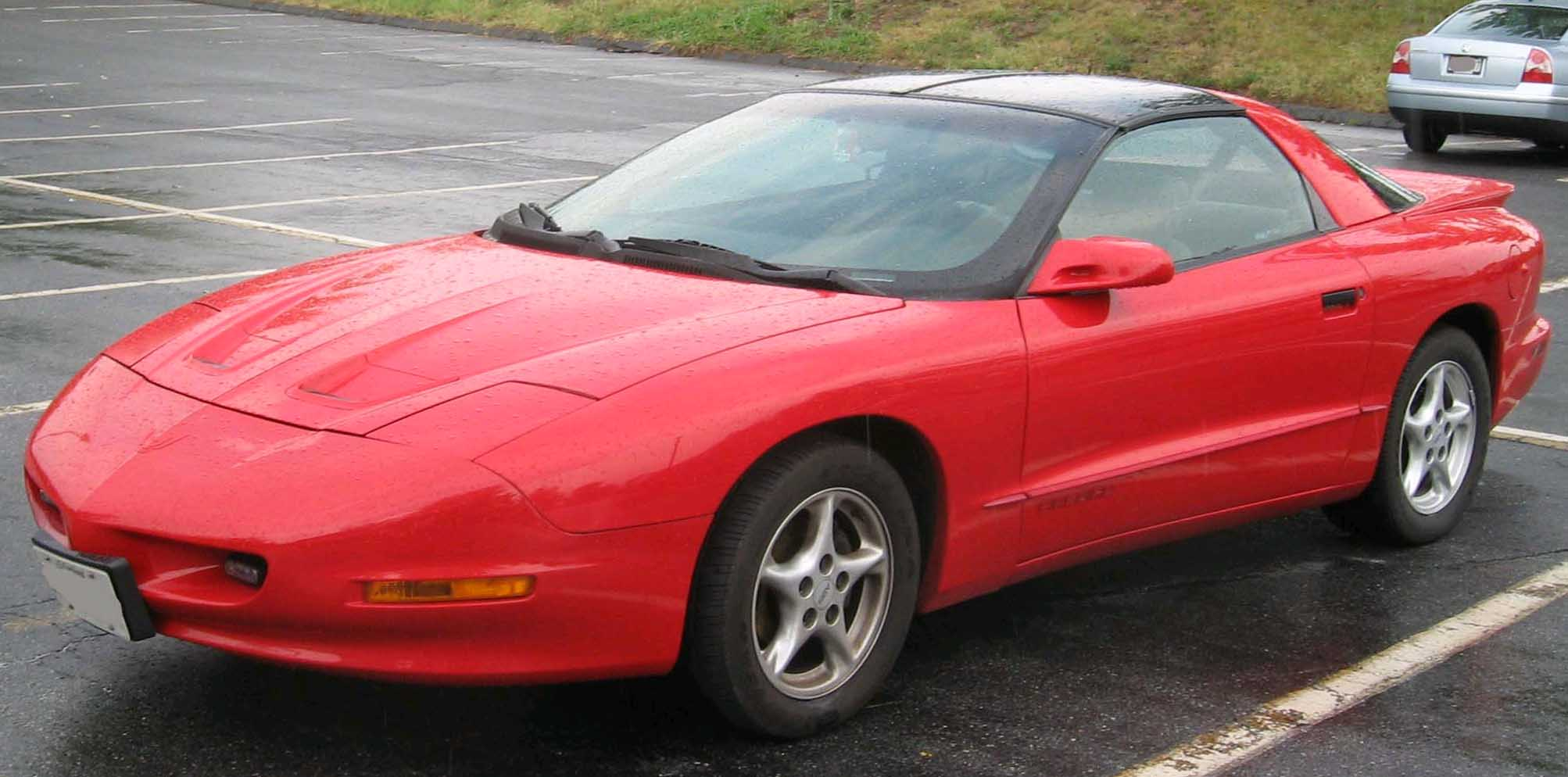
4-те покоління Pontiac Firebird (1993–2000)
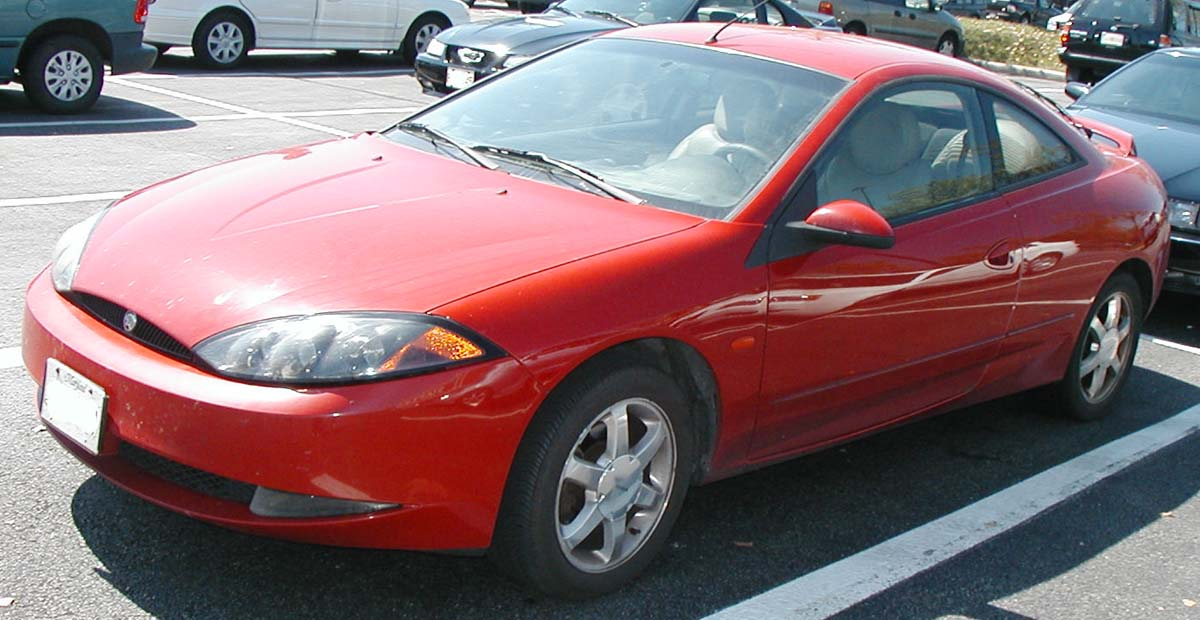
8-ме покоління Mercury Cougar (1999-2002)
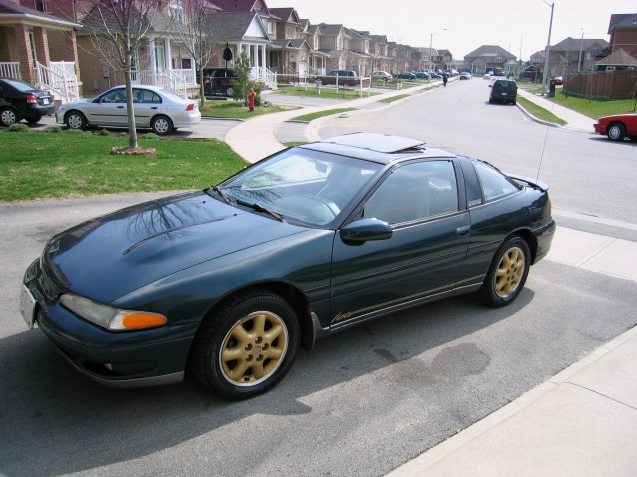
1-ше покоління Plymouth Laser (1990–1994)

### 2005-2016

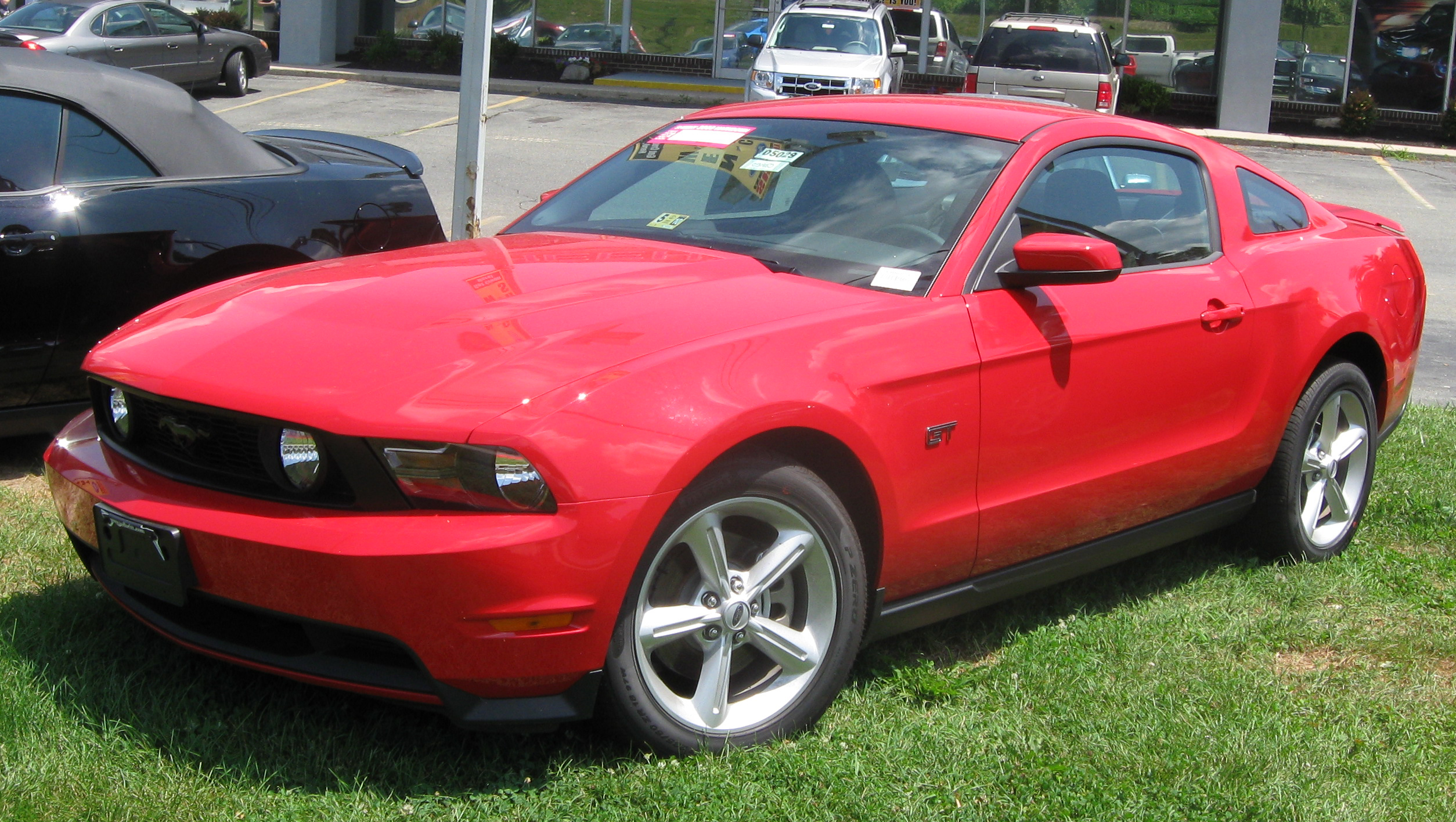
5-те покоління Ford Mustang (2005–2014)
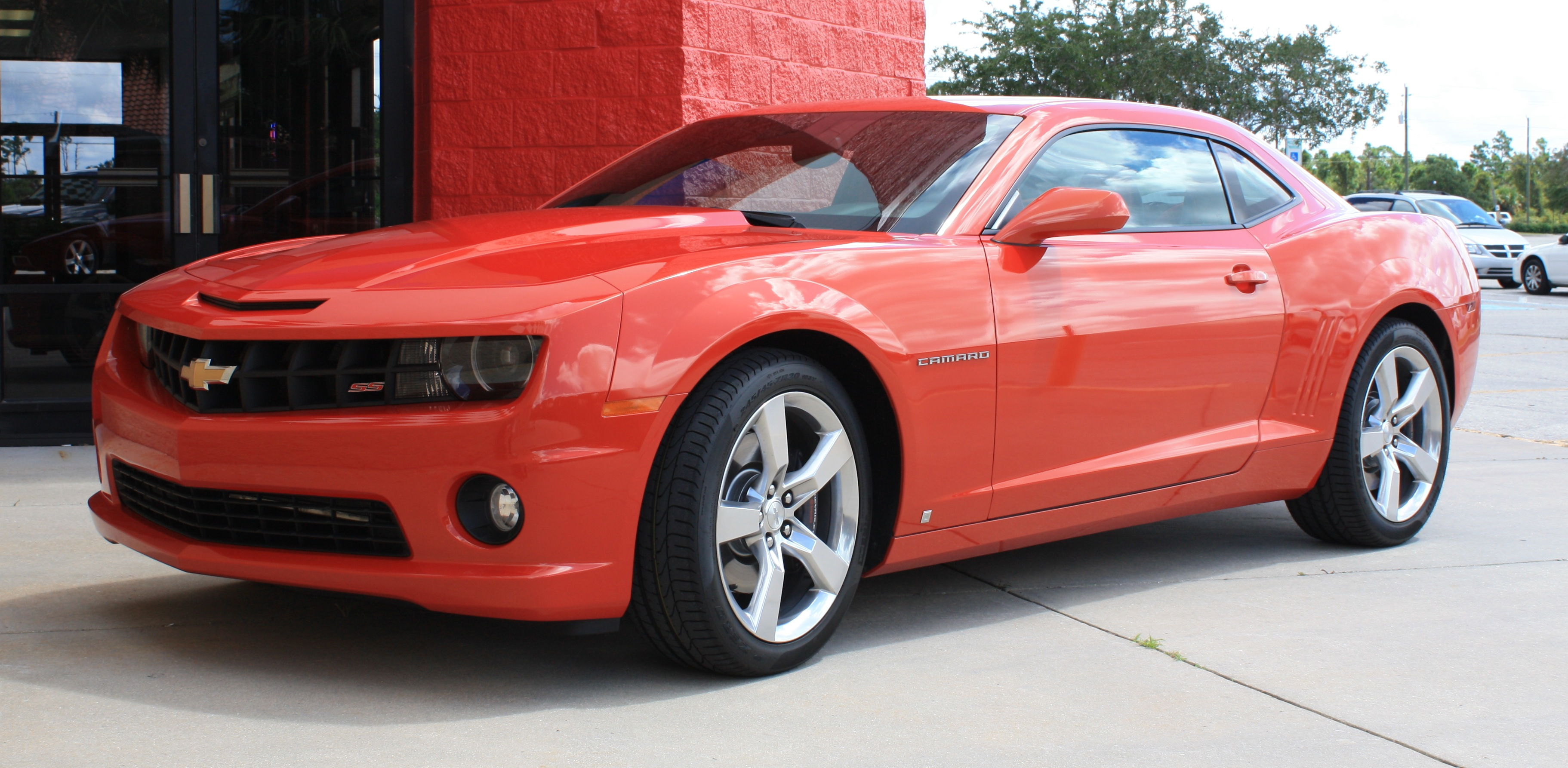
5-те покоління Chevrolet Camaro (2010–2015)
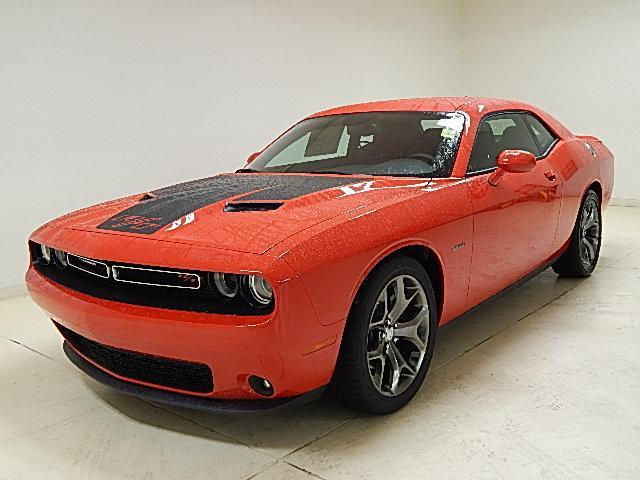
3-тє покоління Dodge Challenger (2008–2019)
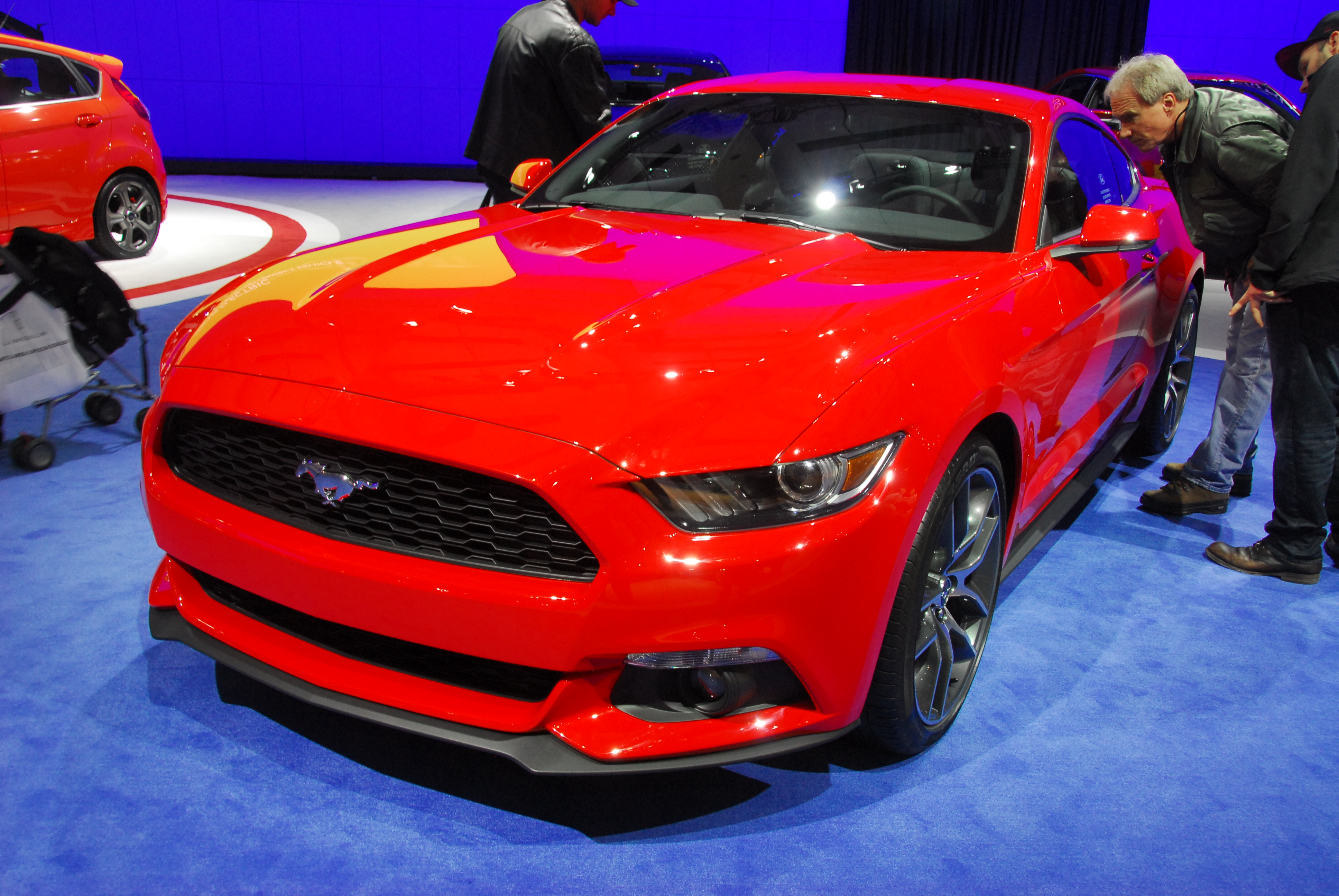
6-те покоління Ford Mustang (2015–)
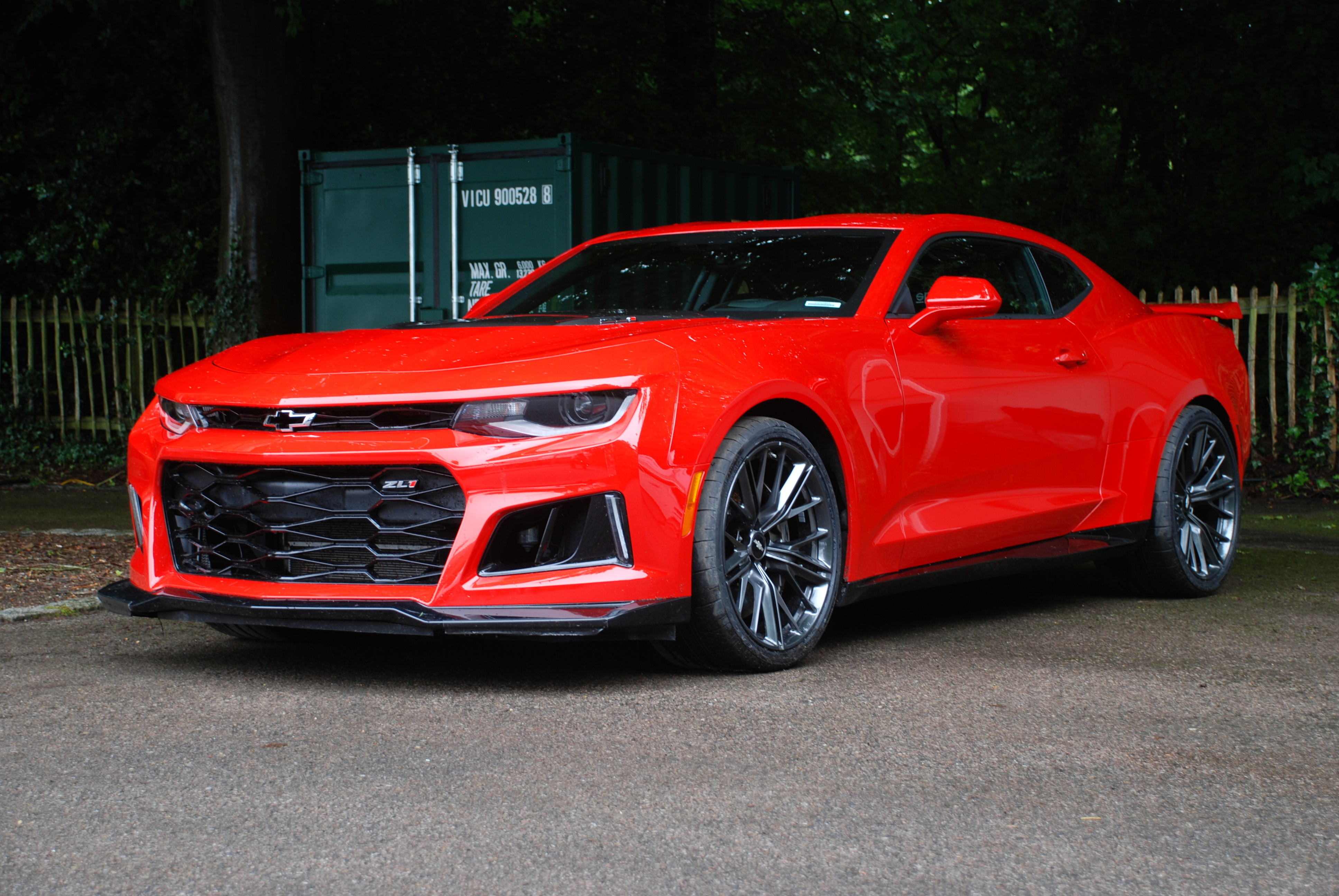
6-те покоління Chevrolet Camaro (2016–)
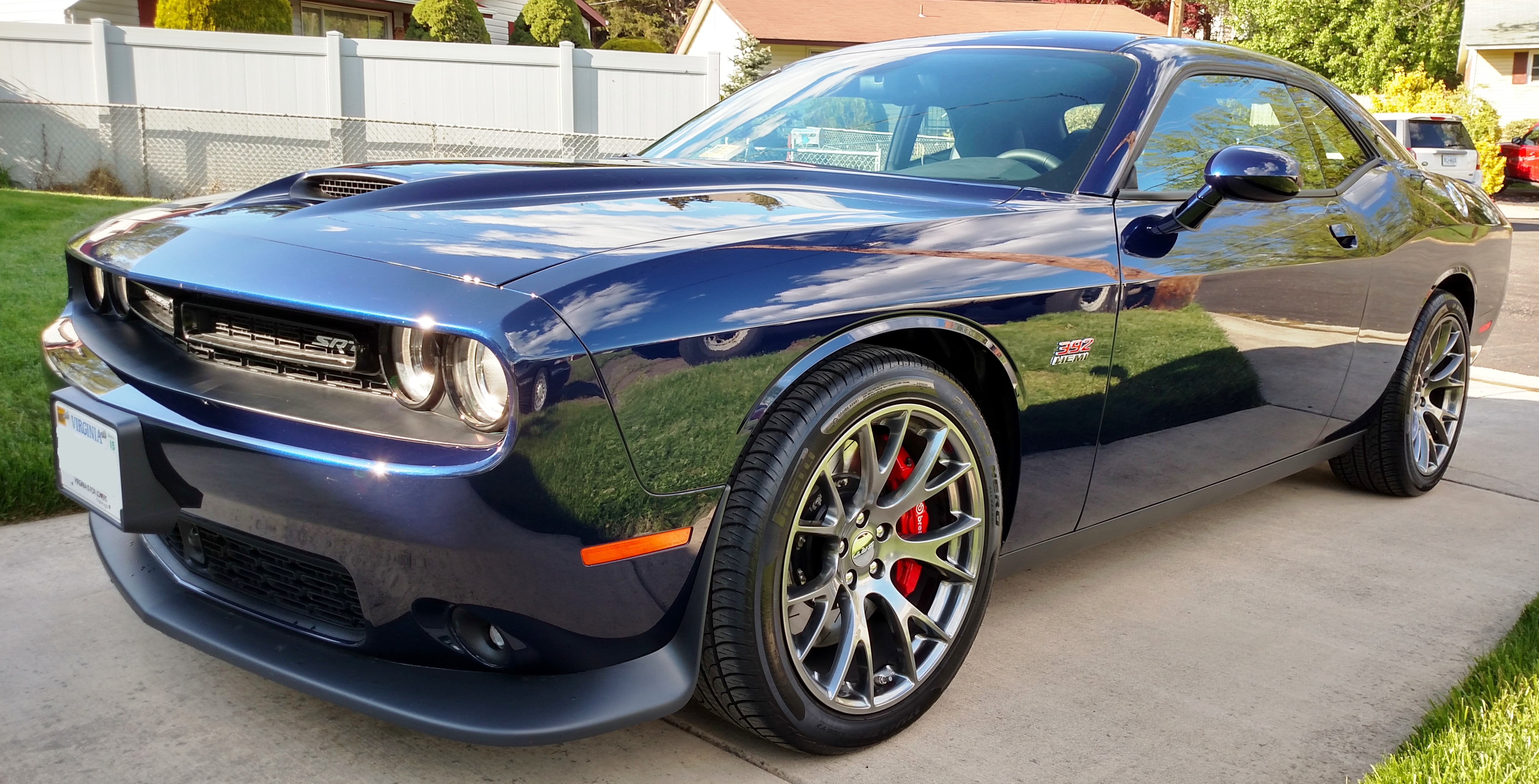
Dodge Challenger SRT 392 (2015)